# Memmingen
Memmingen is een kreisfreie Stadt in de Duitse deelstaat Beieren. De stad telt 44.360 inwoners (31 december 2020) op een oppervlakte van 70,17 km².

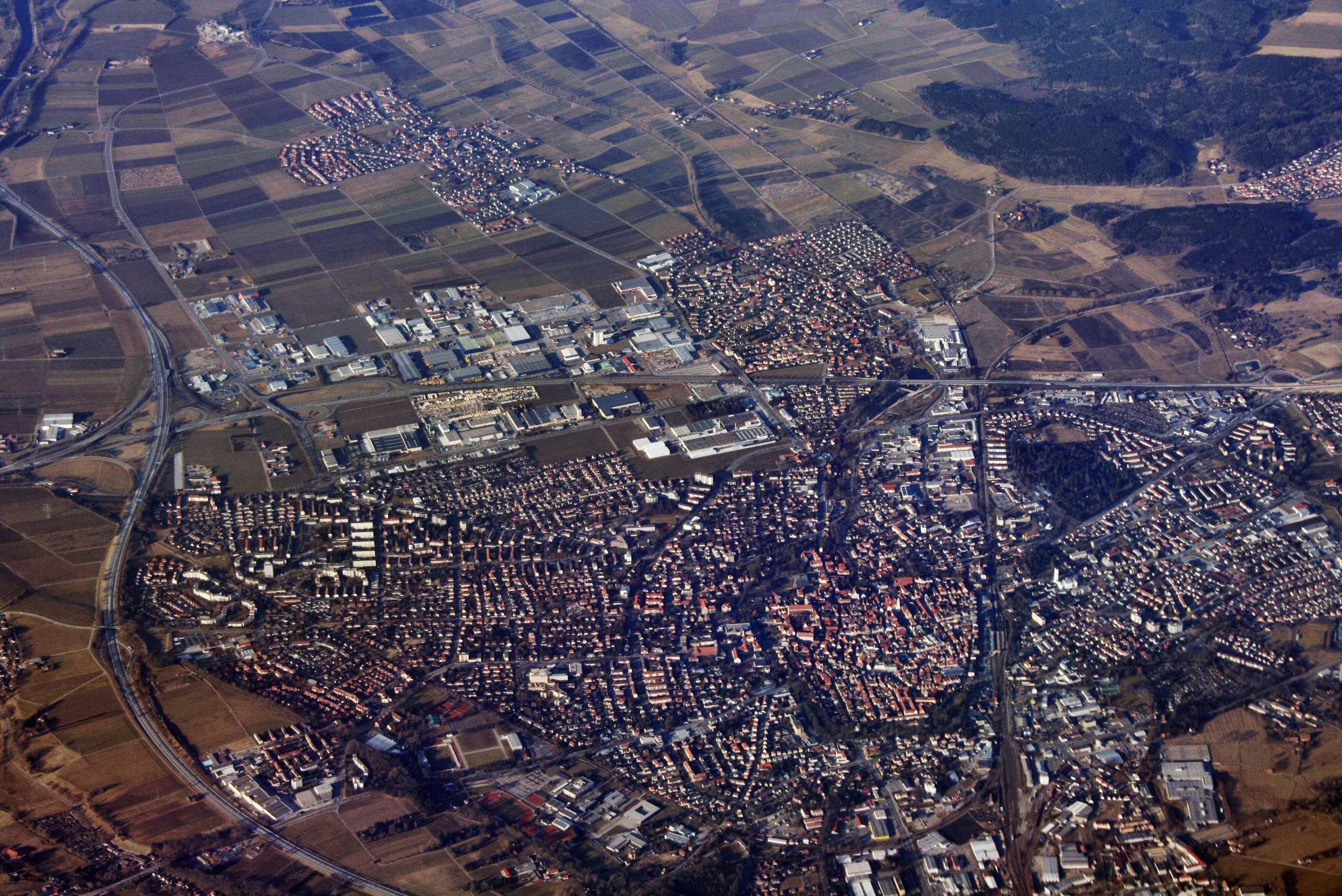
Luchtfoto met Kreuz Memmingen linksboven.

## Geografie

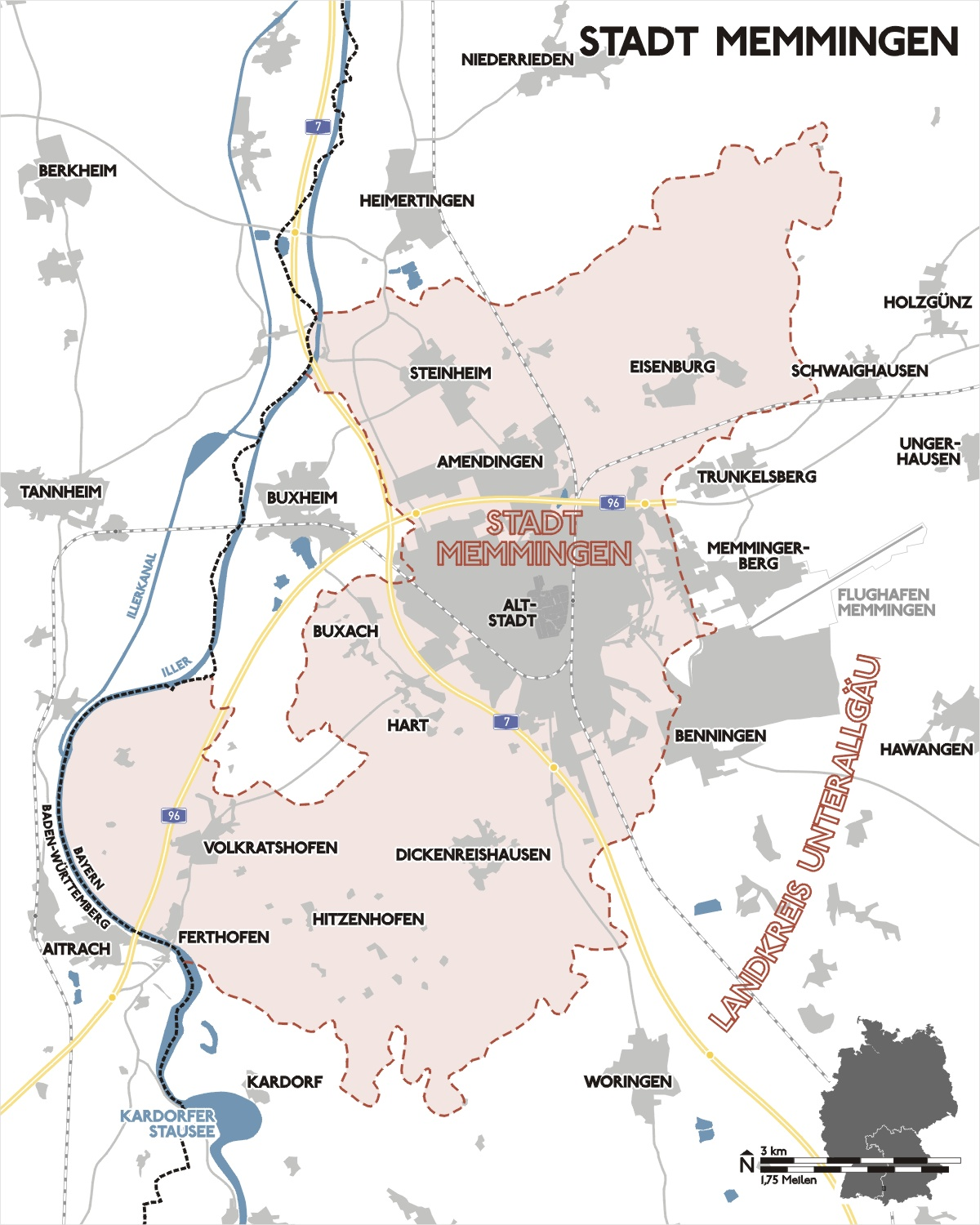
Ligging van de stadsdelen van Memmingen
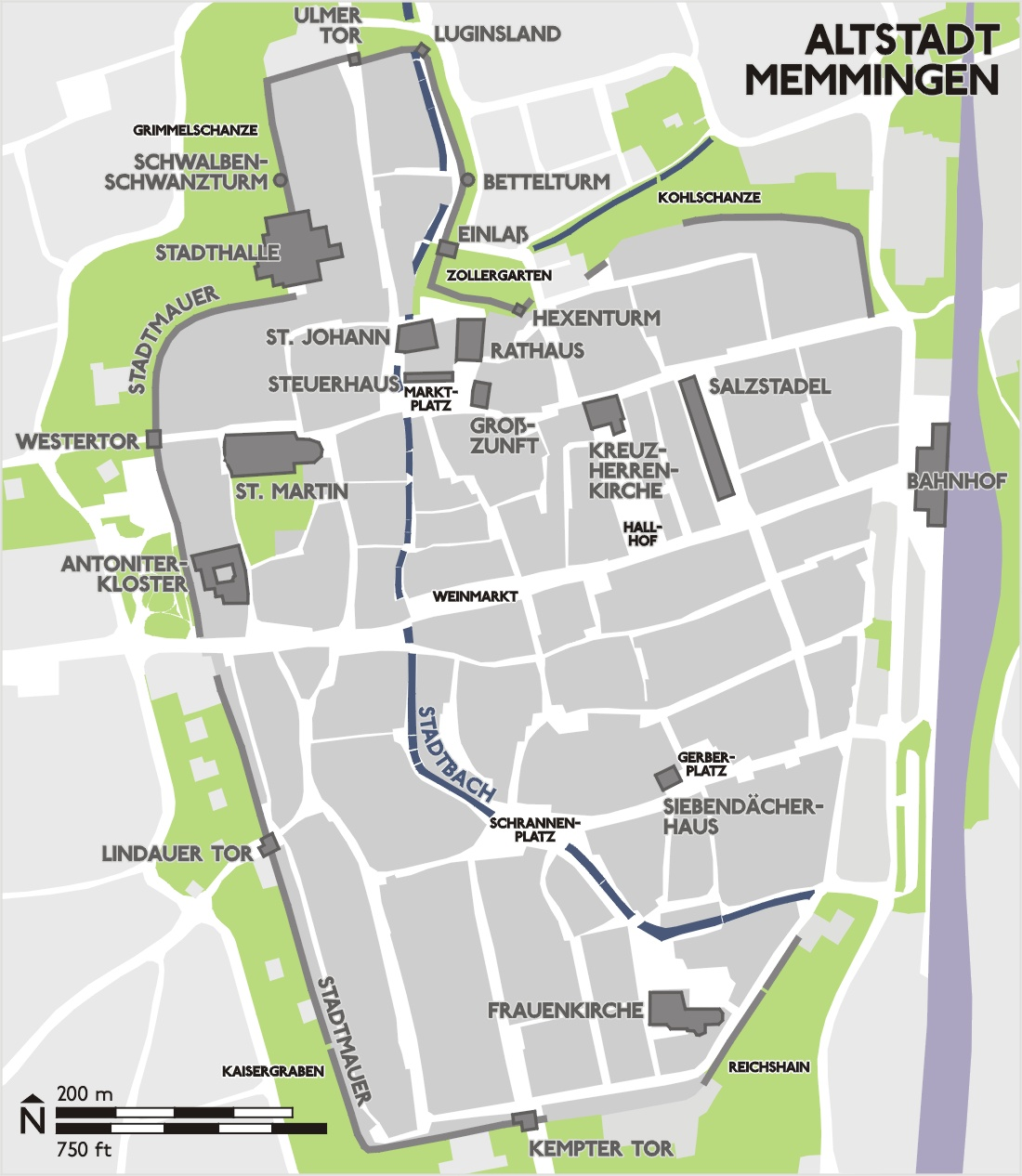
Detailkaart binnenstad

Memmingen ligt ongeveer 115 km ten westen van München en iets meer dan 50 km ten zuiden van Ulm. De stad ligt in het uiterste zuidwesten van Beieren, dicht bij de grens met de deelstaat Baden-Württemberg.

### Indeling van de gemeente; bevolkingscijfers[2]
Gemeentetotaal: 44.465 (365), verdeeld naar stadsdeel:
- Kernstadt 32928 (288)
- Amendingen (1 km ten N. van de stad) 4008 (63)
- Buxach/Hart 663 (2)
- Dickenreishausen (ruim 3 km ten Z. van de stad) 1004 (14)
- Eisenburg 1450 (3 km ten NO. van de stad) (4)
- Steinheim 3119 (3 km ten N. van de stad) (-7)
- Volkratshofen, incl. Ferthofen, (6 km ten ZW. van de stad) 1293 (1)

Andere verdelingen:
- man 22047 (197)
- vrouw 22418 (168)

- Duitsers 35208 (-50)
- buitenlanders 9257 (415)

- rooms-katholiek 14911 (-392)
- evangelisch-luthers 9358 (-271)
- overigen, onder wie moslims en atheïsten[3] 20196 (1028)

Peildatum: 31 december 2021. Tweede-woningbezitters niet meegeteld. Tussen haakjes toe- of afneming gedurende 2021.

#### Officiële ambtelijke indeling van de stad in 26Gemeindeteile
- De stad Memmingen, Hauptort
- De 5 parochiedorpen Amendingen, Buxach, Dickenreishausen, Steinheim en Volkratshofen
- Het kerkdorp Ferthofen
- De 4 dorpen zonder eigen kerkgebouw Brunnen, Eisenburg, Hart en Hitzenhofen
- De 8 gehuchten Bleiche, Buxachermühle, Egelsee, Grünenfurt, Illerfeld, Priemen, Schnaid en Steigmühle
- De 7 Einöden[4] Illerfeld, Spitalmühle, Straßbauer, Straßbauerhölzl, Teichgarten, Unterhart en Weidenbühl

### Wapensvan stadsdelen van Memmingen

Amendingen
Eisenburg

### Infrastructuur

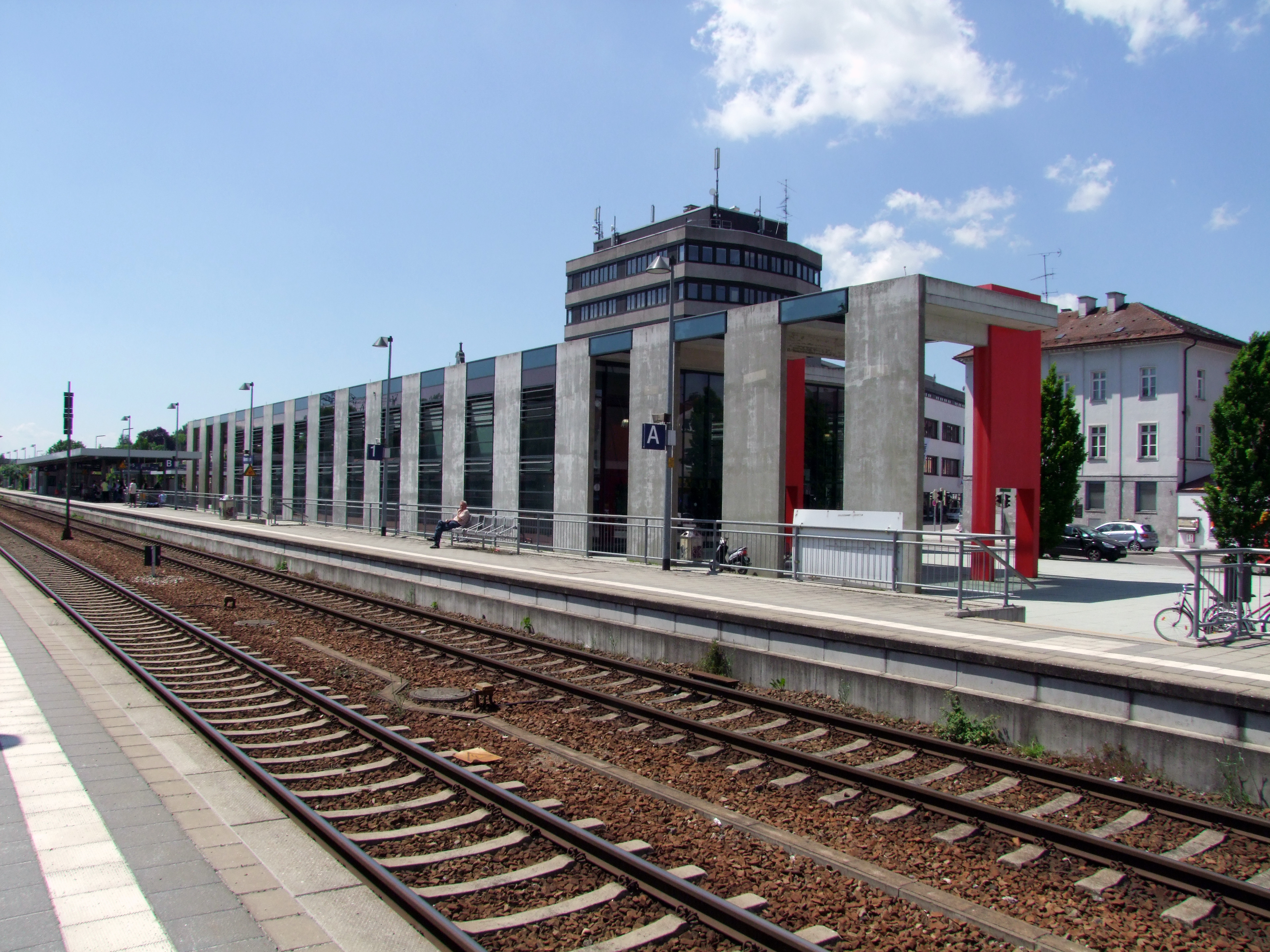
Station
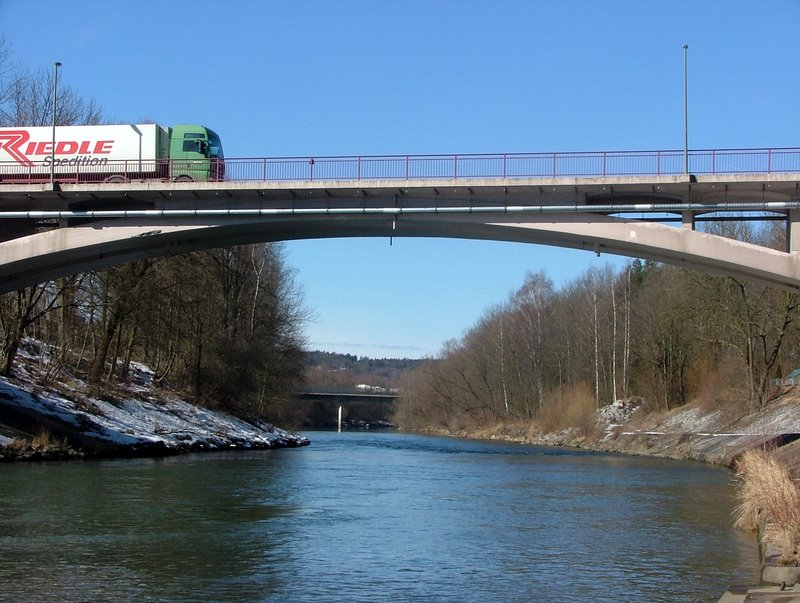
Brug over de Iller bij Ferthofen

Ten westen van de stad kruisen de Autobahn A 96, richting München, en de belangrijke noord-zuidroute de Autobahn A 7 elkaar op Kreuz Memmingen. Afrit nummer 13 van de A 96, vlak bij dit knooppunt, en nummer 14, alsmede aan de zuidkant van de stad afrit 129 van de A7, leiden naar Memmingen. De Bundesstraße 312 verbindt Memmingen met het noordwestwaarts gelegen Stuttgart. Bij afrit 129 van de A7 aan de zuidrand van Memmingen begint de Bundesstraße 300, die noordoostwaarts naar onder andere Augsburg loopt.
Direct aan de oostrand van het centrum ligt Station Memmingen, dat aan drie spoorlijnen ligt:
- De belangrijkste daarvan is de Spoorlijn Ulm - Oberstdorf, waarover ook intercity's naar Düsseldorf Hauptbahnhof en Oberstdorf v.v. rijden.
- Oostwaarts loopt een 46 km lange spoorlijn via Mindelheim naar Buchloe. Daar kan men overstappen op een stoptrein naar het 61 km verderop gelegen Station München-Pasing, aan de westkant van München. Ook de intercity's naar München Hauptbahnhof v.v. rijden via Buchloe.
- Zuidwestwaarts loopt een 31½ km lange spoorlijn naar Leutkirch im Allgäu. De trein op deze lijn stopt onderweg onder meer in Aichstetten.

Het busstation van Memmingen, begin- en eindpunt van verscheidene stads- en streekbuslijnen (onder meer naar stadsdeel Eisenburg, Biberach en Ottobeuren), ligt direct ten zuiden van het treinstation.
Memmingen heeft een eigen luchthaven: Flughafen Memmingen-Allgäu, die gelegen is in de buurgemeente Memmingerberg. Het vliegveld is in 1936 ontstaan als Fliegerhorst (militaire vliegbasis).
De stad ligt aan de Memminger Ach, een ruim 35 km lang en hier en daar 5 meter breed zijriviertje van de Iller. Stadsdeel Ferthofen, ten westen van de eigenlijke stad, ligt aan de Iller zelf, die hier de westgrens van de gemeente en van de deelstaat Beieren vormt. Beide wateren zijn alleen van belang voor de waterhuishouding, alsmede op sommige plekken, wegens de aanwezigheid van zeldzame planten en dieren langs hun oevers, als natuurgebied. In het stadscentrum wordt de Memminger Ach meestal Stadtbach genoemd.

## Economie

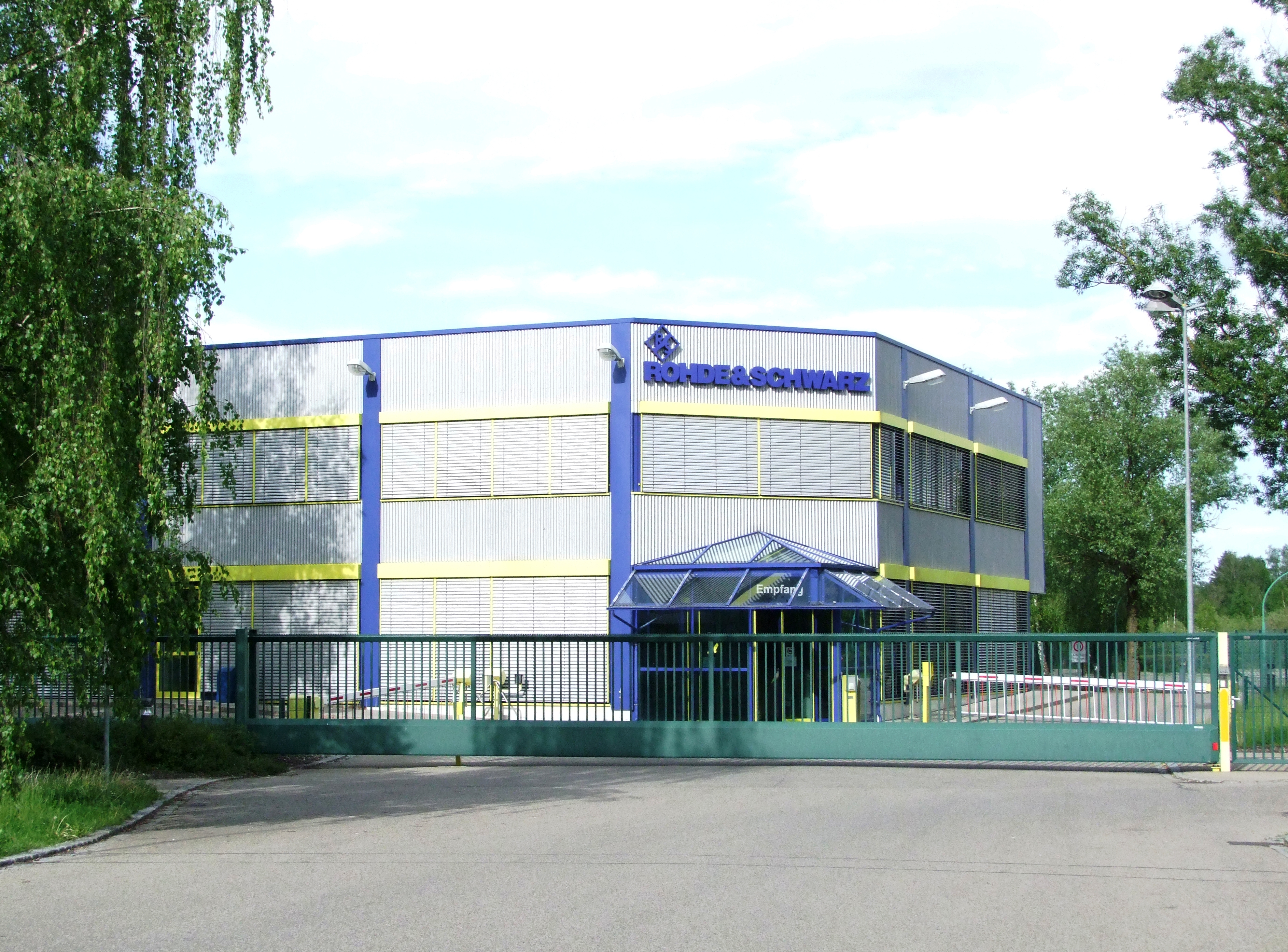
Vestiging Rohde & Schwarz te Memmingen
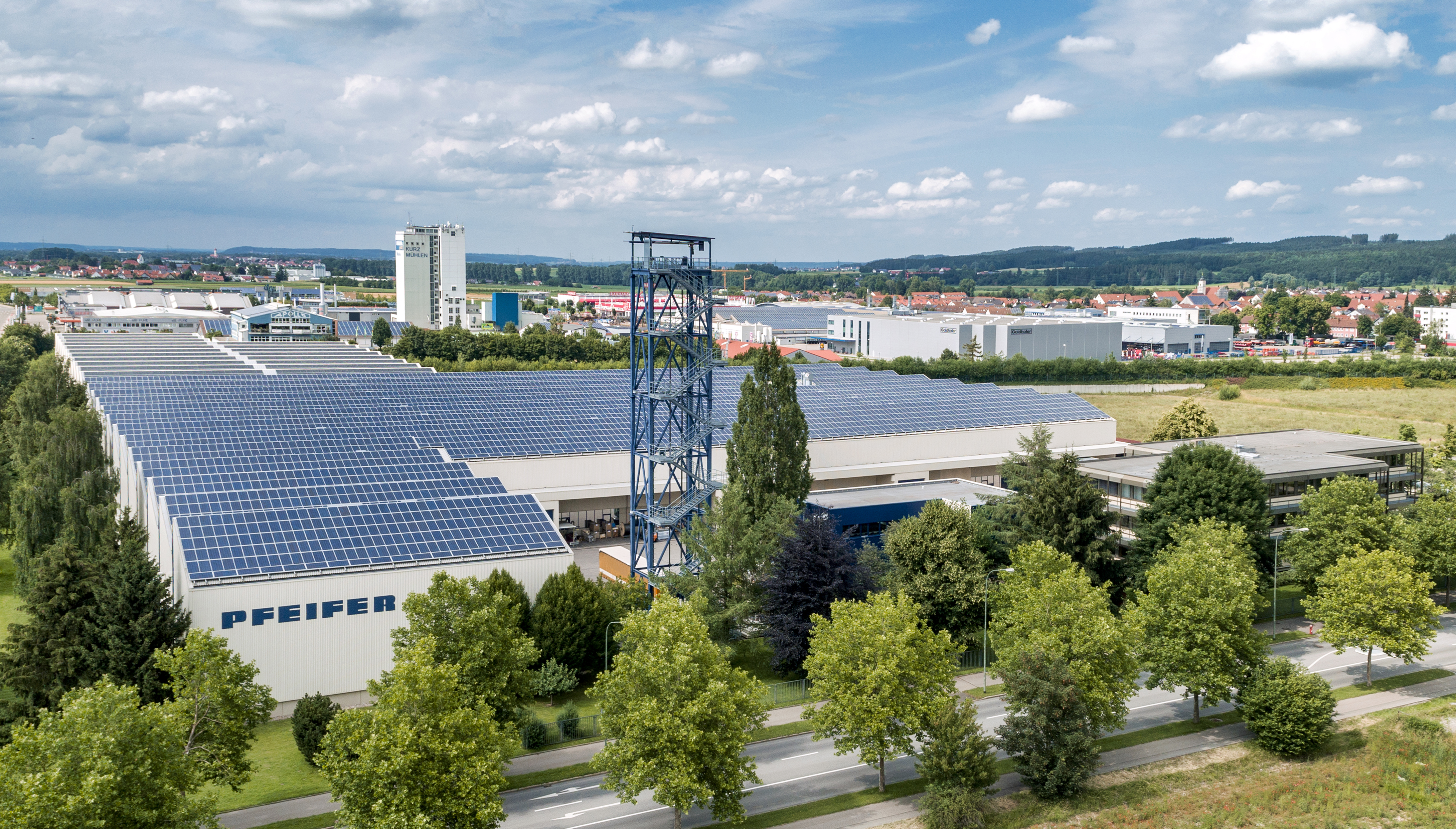
Fabriek Pfeifer Holding (staalkabels)
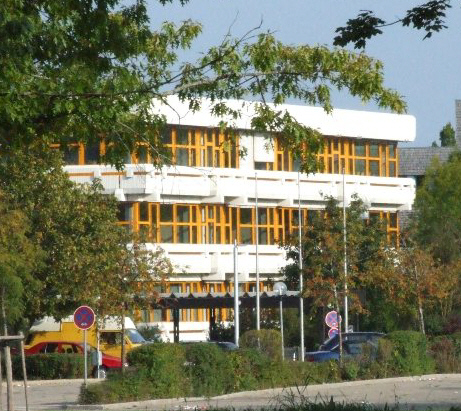
Opleidingscentrum BBZ

De gunstige ligging van de stad, aan kruisingen van autosnelwegen en spoorlijnen, heeft de vestiging van industrie, handel, van logistieke centra en transportbedrijven in Memmingen tot gevolg gehad. Zowel ten noorden, ten westen als ten zuiden van de stad liggen uitgestrekte industrieterreinen.
Belangrijke ondernemingen, die te Memmingen een fabriek, logistiek centrum of filiaal hebben, zijn onder meer:
- Rohde & Schwarz[6] (fabriek van telecomtechniek en meetapparatuur)
- Novoflex (precisieapparatuur en -onderdelen, onder andere voor fotografie; aantal werknemers onbekend)
- Berger Holding GmbH & Co. KG, een wereldwijd opererende fabrikant van onder meer machine-, gereedschap- en auto-onderdelen[7]
- De grote transportbedrijven Dachser en het Oostenrijkse Gebrüder Weiss hebben te Memmingen een belangrijke vestiging.
- Het computerspellenbedrijf GameStop heeft zijn hoofdkantoor voor Europa eveneens te Memmingen gevestigd.
- Pfeifer Holding GmbH is een 1700 werknemers tellende fabriek van grote stalen kabels (onder andere als draagkabels voor hefconstructies en bruggen), na de Tweede Wereldoorlog gegroeid uit een reeds sinds 1579 bestaand familiebedrijf, een smederij.
- Sinds 1886 bestaat de Memminger Brauerei, die verschillende bieren volgens Beierse traditie produceert.
- In de stad is verder Schwing Stetter[8] gevestigd. Deze dochteronderneming van het Chinese concern XCMG produceert al dan niet op vrachtauto's gemonteerde betonmolens en transportsystemen voor vloeibaar beton op bouwplaatsen.
- De onderneming Magnet-Schultz produceert in fabrieken in onder meer Memmingen en buurdorp Memmingerberg industriële magneten, onder andere voor toepassing in de fabricage van auto's en vliegtuigen. Er werken 2.600 mensen, van wie volgens de website van het concern 90% in Duitsland.
- Goldhofer, een Duitse constructeur van voertuigen voor exceptioneel transport, is eveneens in Memmingen gevestigd.
- Memmingen heeft daarnaast middelgrote fabrieken van onder meer gelatine, folieverpakkingsmaterialen, schoonmaakmiddelen, onderdelen voor zonnepanelen en golfkarton, en enkele middelgrote aannemersbedrijven (200-500 werknemers).

Dagjesmensen komen vooral naar Memmingen om in de stad te winkelen, de stad heeft naar verhouding veel winkels. Ondanks het historische stedenschoon is het toerisme naar Memmingen van weinig betekenis.
In de diensten- en hoger-onderwijssector zijn het grote ziekenhuis van de stad, drie lagere rechtbanken, waaronder een Amtsgericht, een gevangenis en het BBZ, een gecombineerd centrum voor hoger beroepsonderwijs, met daarin onder meer een zogenoemde Business School, van economisch belang. Het voormalige klooster van de Antonieters huisvest naast het Strigel-Museum de stedelijke openbare bibliotheek en een café.

## Geschiedenis

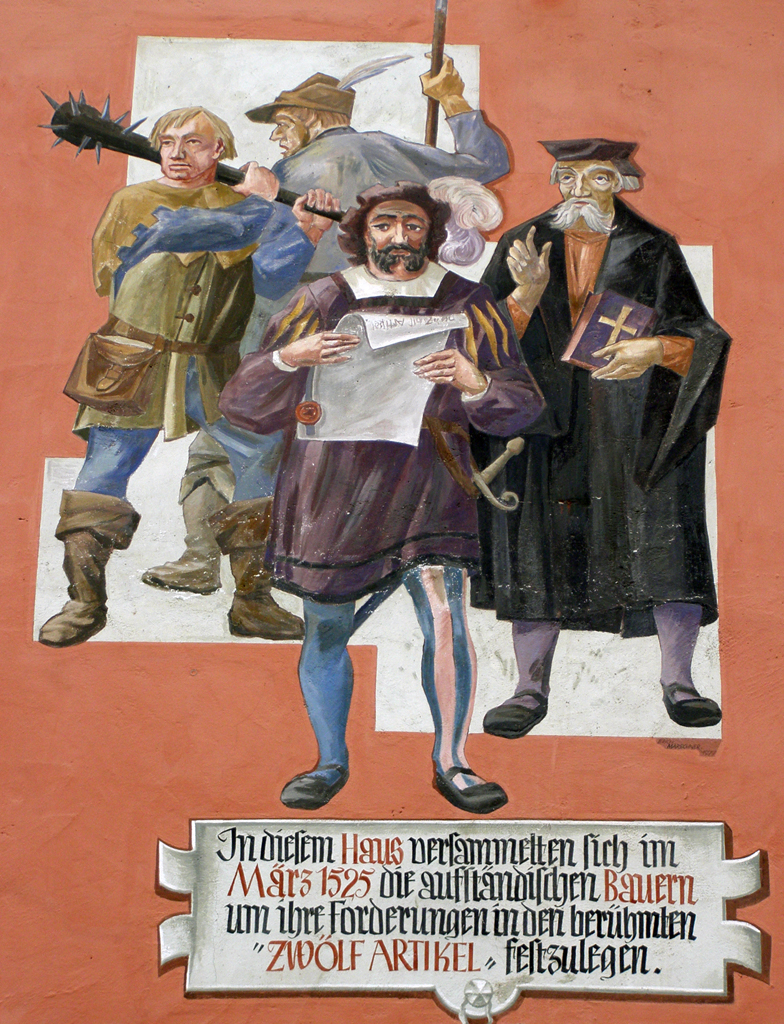
Muurschildering op het Krämerhaus (koopliedengildehuis) te Memmingen: proclamatie van de 12 Artikel in de Boerenoorlog (1525)
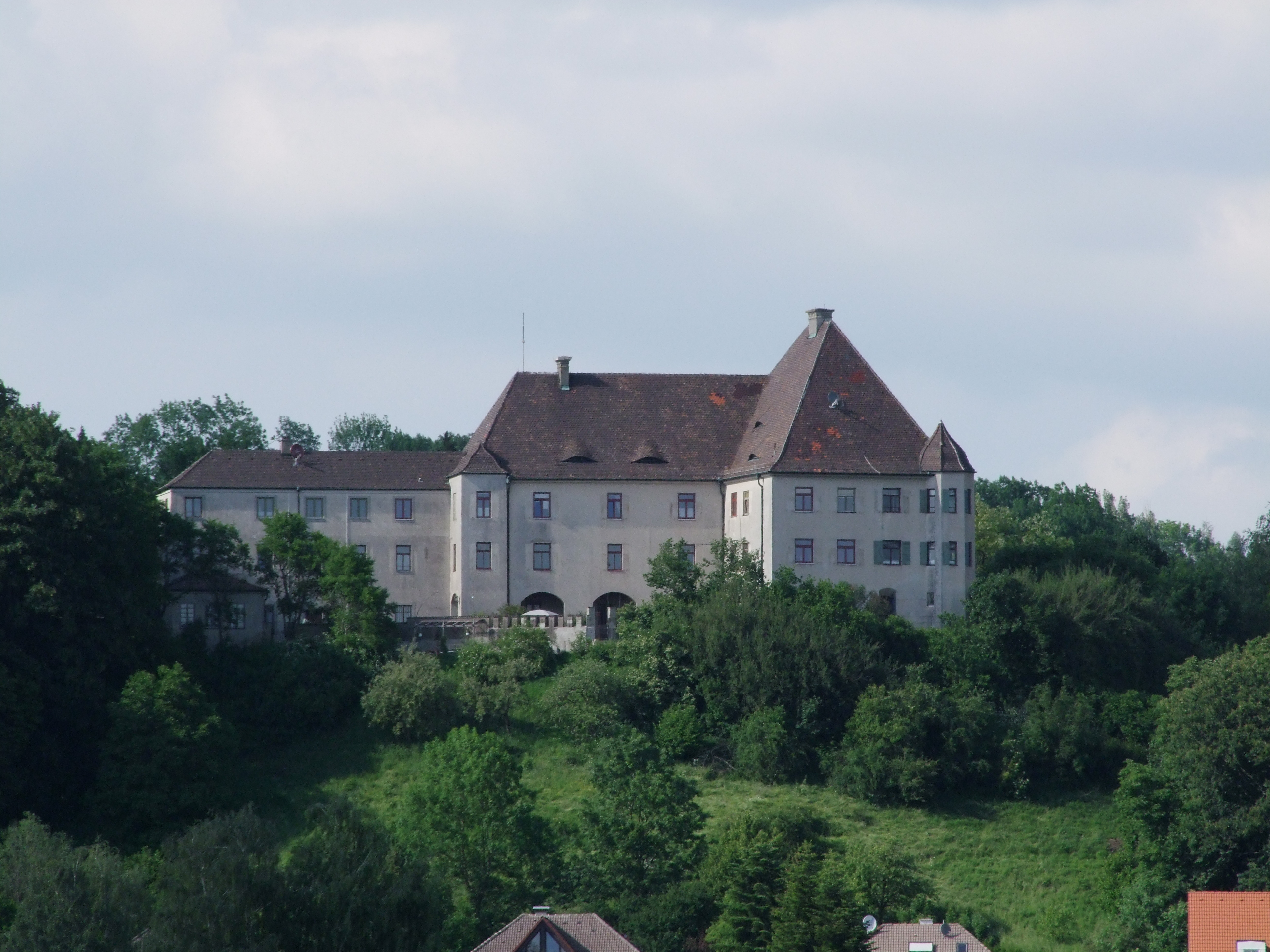
Kasteel Eisenburg
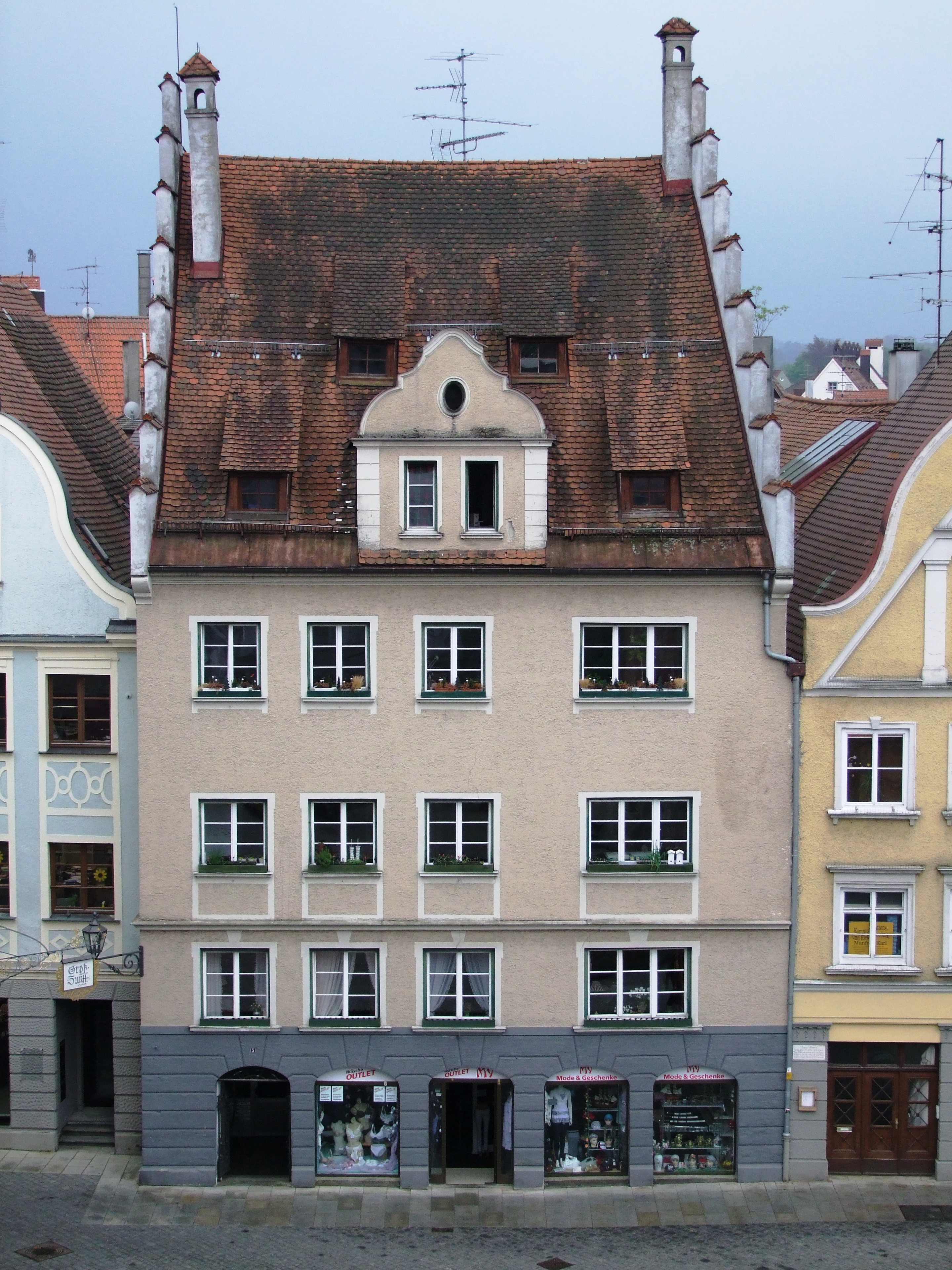
Voormalig handels- en woonhuis van de familie Vöhlin aan het marktplein van Memmingen
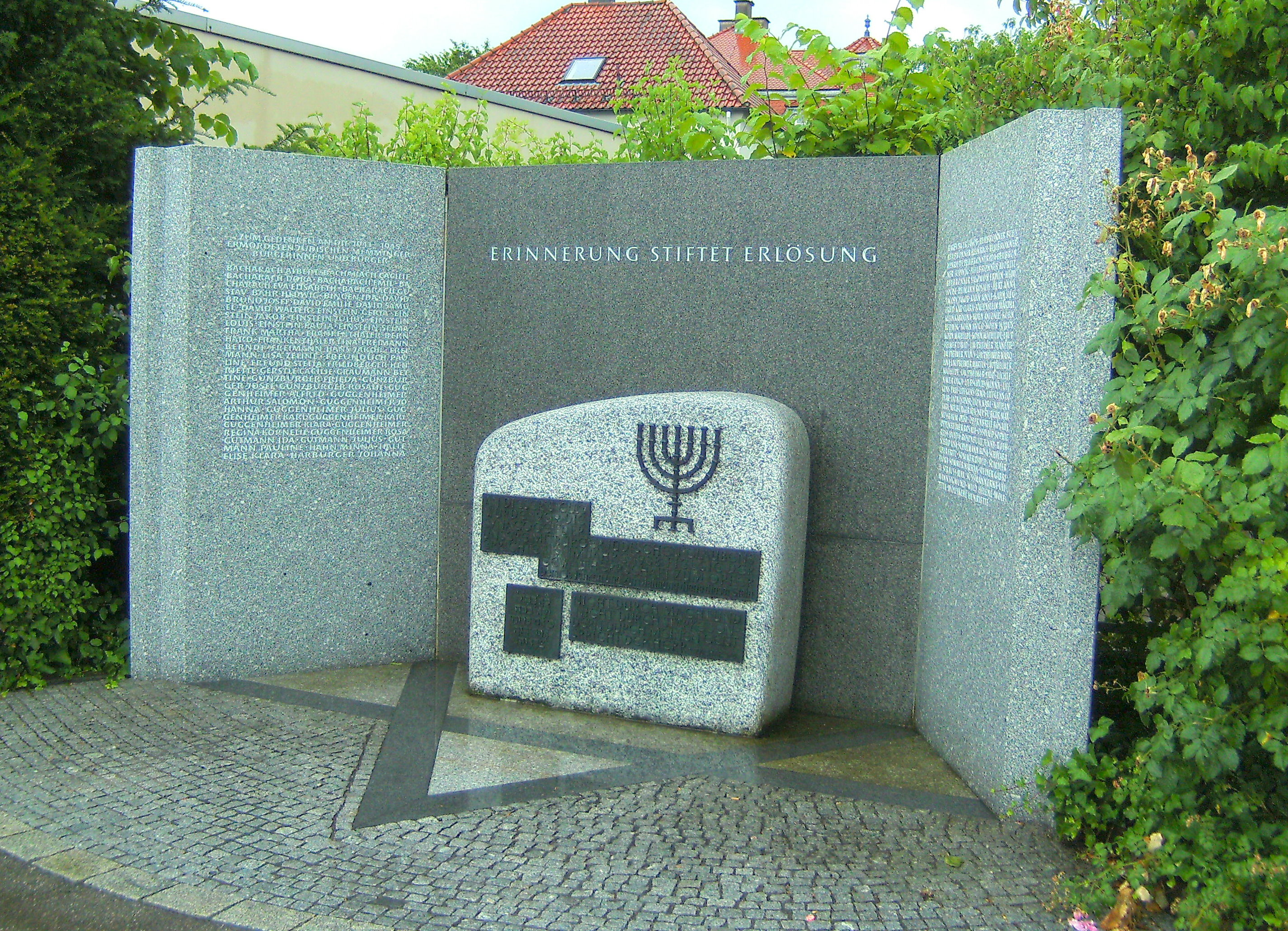
Monument voormalige synagoge

Na 600 werd er op de plaats van de huidige stad een koningshof met kapel gesticht, die in handen kwamen van de Welfen. Als Mammingin wordt de plaats voor het eerst vermeld in 1128. Omstreeks 1158 bouwt hertog Welf VI van Beieren een nieuwe burcht met een aansluitende nederzetting. Vermoedelijk krijgt deze voor 1180 stadsrechten. De Hohenstaufen verwerven de stad in 1191. In 1286 verleent koning Rudolf een verbeterd stadsrecht, en een verdere uitbreiding volgt in 1296 door koning Adolf. De Reformatie is vrij vroeg, nog vóór 1529 ingevoerd; sedertdien is de meerderheid van de christenen in de gemeente evangelisch-luthers. In 1525 was Memmingen één der brandpunten van de Duitse Boerenoorlog. In de stad werden in maart van dat jaar de Twaalf Artikelen opgesteld, een eisenpakket van de opstandelingen. Uitvoerige informatie hierover is te vinden op de Duitse Wikipedia, zie: Zwölf Artikel.
Een oorspronkelijk uit Sankt Gallen afkomstige familie met de naam Vöhlin was vanaf het eind van de 13e eeuw tot plm. 1490 te Memmingen actief in de internationale handel, en ook in het kredietwezen. Het huis Vöhlin ging te Augsburg en te Neurenberg in het midden van de 15e eeuw samenwerken met het (verzwagerde) geslacht Welser. Dit leidde tot het ontstaan van een met dat van de bekendere Fuggers concurrerend, internationaal belangrijk, handelsnetwerk. Overigens blijkt uit het feit, dat ook de Fuggers een handelshuis in de stad bezaten, dat Memmingen in de late middeleeuwen een belangrijke handelsstad was.
Mede door politieke ontwikkelingen elders, onder andere door de in die tijd beginnende godsdienstoorlogen, brak voor Memmingen na omstreeks 1550 een periode van economische achteruitgang aan.
In 1702 veroverden troepen uit Beieren op bevel van keurvorst Maximiliaan II Emanuel van Beieren enige steden, waaronder Ulm en Memmingen. Deze veroveringstocht wordt als onderdeel van de Spaanse Successieoorlog beschouwd.
Zie voor de periode vanaf de middeleeuwen tot 1803 ook: Rijksstad Memmingen.
Het ten noordoosten van Memmingen gelegen dorp Eisenburg was vanaf plm. 1300 tot plm. 1550 residentie van een aparte Heerlijkheid Eisenburg. Het kasteel van deze Heren werd na verwoesting door een grote brand in 1926 in oude stijl herbouwd. Het is als wooncomplex in gebruik.
In 1861-1863 liet, omdat het Koninkrijk Beieren anders dan de Memmingers zelf geen heil zag in een railverbinding via Memmingen, de stad Memmingen na taaie onderhandelingen met de hogere overheden in eigen beheer spoorlijnen naar Kempten en Ulm aanleggen. Later werden deze lijnen, die een economisch succes waren gebleken, door de Beierse staatsspoorwegen overgenomen.
In de periode van het Derde Rijk werd in november 1938, bij de Kristallnacht, in Memmingen de jodenvervolging ingeleid door het volledig verwoesten van de in 1909 nieuw gebouwde synagoge. Enkele tientallen Memminger joden vonden de dood in de vernietigingskampen. Op de plaats van de voormalige synagoge is te hunner gedachtenis een monument geplaatst. In de Tweede Wereldoorlog werd het militaire vliegveld van Memmingerberg in maart 1944 door geallieerde vliegtuigen gebombardeerd. De stad zelf werd gebombardeerd in het najaar van 1944 en in het voorjaar van 1945 (2 x). Daarbij vielen in totaal bijna 650 doden, en de materiële schade was groot. Onder andere het historische Siebendächerhaus werd op 20 april zwaar beschadigd; de oude houten balken van dit vakwerkhuis bleven echter behouden, alleen het materiaal, dat daartussen zat, werd door de luchtdruk van de bomexplosie weggeblazen. Het gebouw kon zodoende na de oorlog relatief gemakkelijk herbouwd worden.
Na de oorlog beleefde de stad een periode van economische groei en vooruitgang, mede door haar gunstige ligging nabij grote verkeersaders. Helaas ging dit ten koste van enige historische panden, met name in het toch al door de oorlog beschadigde, zuidoostelijke gedeelte van de binnenstad, die aan de slopershamer ten offer vielen. In 2007 werd de voormalige vliegbasis Memmingerberg als luchthaven voor passagiers- en vrachtvluchten geopend.

## Bezienswaardigheden, toerisme, evenementen

### Historische gebouwen in de stad
De voormalige vrije rijksstad Memmingen heeft nog veel monumentale gebouwen uit haar verleden bewaard.
- Hét kenmerk van de stad is het na schade in de Tweede Wereldoorlog naar origineel ontwerp herbouwde Siebendächerhaus (1601), een voormalige werkplaats van leerlooiers met zeven zolderverdiepingen om het leer te laten drogen. In het gebouw was in 2021 een apotheek gevestigd.
- Voor een zeer uitvoerige beschrijving van de historisch belangrijke, uit 1325 daterende, evangelisch-lutherse, St. Martinuskerk in de stad wordt verwezen naar het artikel op de Duitse Wikipedia: St. Martin (Memmingen).
- De in 1709 in barokstijl verbouwde Kruisherenklooster- of Petrus- en Pauluskerk fungeert tegenwoordig als concert- en feestzaal van de stad.
- Het renaissance-raadhuis, gebouwd in 1589, en ingrijpend gerenoveerd in rococostijl in 1765, met zijn drie erkers,  is nog steeds als zodanig in gebruik. Het uit 1495 daterende Steuerhaus (belastingkantoor) herbergt op de begane grond winkels en een horecagelegenheid; de bovenverdiepingen bevatten de kantoren van de gemeentelijke sociale dienst.
- In de stad staan nog diverse gildehuizen. De Großzunft is als dependance van het stadhuis in gebruik.
- Een groot deel van de stadsommuring (2 km lengte), met verscheidene poorten en torens, is intact gebleven.

### Historische gebouwen buiten het stadscentrum
Ook buiten de stad zelf staan enkele bezienswaardige gebouwen, waaronder de in 1755 voltooide, barokke, rooms-katholieke St-Ulrichkerk te Amendingen en de in 1752, 1710, respectievelijk 1765 voltooide, evangelisch-lutherse, eveneens barokke, Sint-Agathakerk in Dickenreishausen, dorpskerk van Buxach en Sint-Martinuskerk in Steinheim. Van de uit 1817 daterende kerk te Volkratshofen is het interieur, met enkele oude schilderijen, kunsthistorisch interessant.

### Musea, cultuur
In het stadspaleis Hermansbau (1766) is het historische museum van de stad gevestigd, een uitgebreid streekmuseum. Het bevat een collectie fraai faience-aardewerk van de plaatselijke fabriek (Manufaktur) Künerberg, die van 1746 tot plm. 1765 bestond. Ook aan de 17e-eeuwse schilder Johann Heiss is in het van weelderige plafondschilderingen voorziene gebouw een kleine expositie gewijd.
In een voormalig postkantoor, dicht bij het station, is sinds 2005 het gemeentelijke museum voor 20e- en 21e-eeuwse kunst, de MEWO Kunsthalle gevestigd, met soms opvallende tijdelijke exposities van bovenregionaal belang.
In het voormalige Antonietersklooster is een klein kunstmuseum, het Strigel-Museum, gevestigd. Het is gewijd aan de schilderkunst van de Memminger families Strigel (15e-vroege 16e eeuw) en Sichelbein (16e-17e eeuw; barokstijl). Deze twee kunstenaarsfamilies worden samen wel als Memminger Schule aangeduid. Zij vervaardigden vooral altaarstukken en andere schilderijen en beeldhouwwerken voor in katholieke kerkgebouwen. Het werk van de meeste kunstenaars uit deze beide families wordt door de meeste kunsthistorici gezien als van niet van meer dan regionaal belang. Een uitzondering was Bernhard Strigel (1460-1528), zie hierna.
De schouwburg van de stad, het Stadttheater Memmingen, geldt als een van de belangrijkste theaters in de verre omtrek. Het is sinds 1802 in een voormalig klooster gevestigd, en diverse malen gemoderniseerd en uitgebreid. Het toneelgezelschap Landestheater Schwaben heeft er zijn hoofdzetel. Er wordt zowel klassiek als zeer modern, experimenteel toneel uitgevoerd.

### Evenementen en overige
Een sinds 1465 bestaande, met veel folklore omlijste traditie is de Fischertag (vissersdag). De Stadtbach wordt dan leeggevist, en de gevangen vissen, waaronder beekforellen, komen in de daarop volgende dagen op de dinertafel terecht. Als de beek is leeggevist, wordt deze, eveneens reeds sinds 1465, grondig schoongemaakt. Traditioneel mochten tot en met 2021 alleen ten minste vijf jaar in de stad woonachtige, en over een visakte beschikkende mannen meevissen; sinds 2022 hebben, na een succesvolle rechtszaak door vrouwenrechtenactivisten, ook vrouwen het recht om bij dit feest vis te vangen. De Fischertag vindt plaats in de zomer, kort vóór het begin van de schoolvakanties.
Eens in de vier jaar vinden in Memmingen de Wallensteinfestspiele plaats. Dit is een in 1980 in het leven geroepen historisch festival, waarin het verblijf van Wallenstein in Memmingen in 1630 wordt nagespeeld. De deelnemers zijn gekleed in 17e-eeuws kostuum. Een hoogtepunt van dit festival is de grote historische optocht door de stad.
Sinds 1541 wordt jaarlijks te Memmingen een grote jaarmarkt met kermis gehouden, die bezoekers tot uit de verre omgeving aantrekt.
De stad beschikt over een klein voetbalstadion, de Memminger Arena (5.100 plaatsen). De club, die er zijn thuiswedstrijden speelt is de FC Memmingen, anno 2021 een bescheiden semi-profclub, die op het vierde niveau van Duitsland speelt.
In de omgeving liggen enkele bossen, waar boswandelingen mogelijk zijn, onder meer achter het kasteel van Eisenburg. Ten zuidoosten van Memmingen ligt het (door een wandelpad omringde) natuurreservaat Benninger Ried, een veen- en moerasgebied (tevens waterwingebied).

## Afbeeldingen

Marktplein met raadhuis
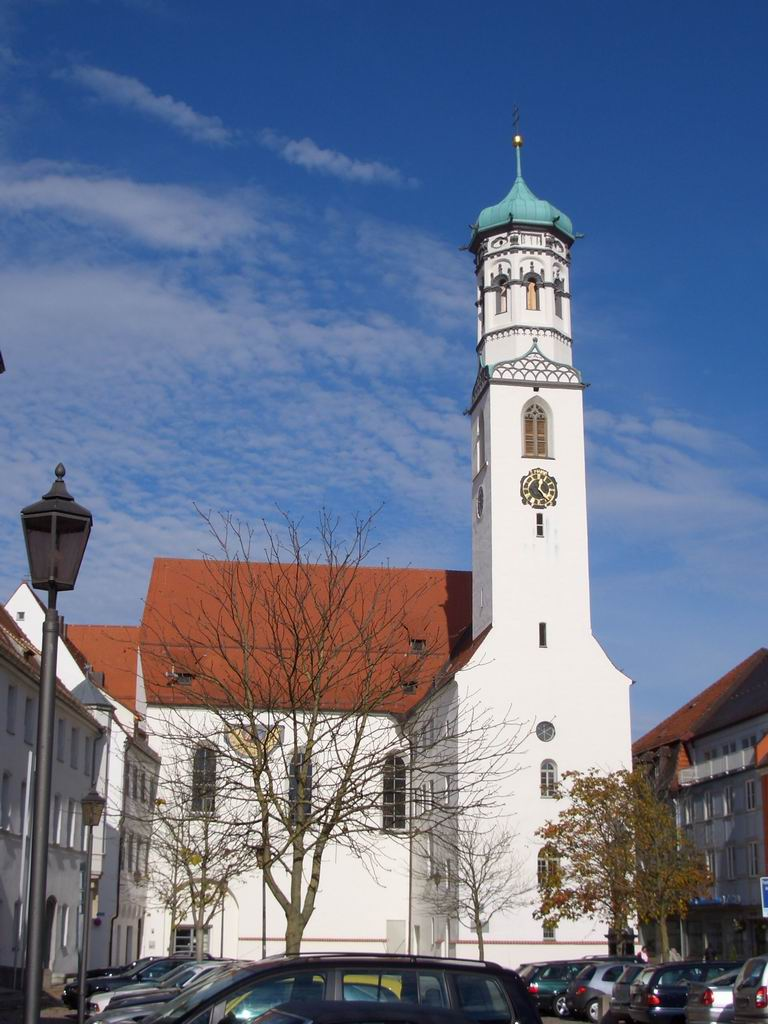
Voormalige kerk van het kruisherenklooster of Petrus- en Pauluskerk
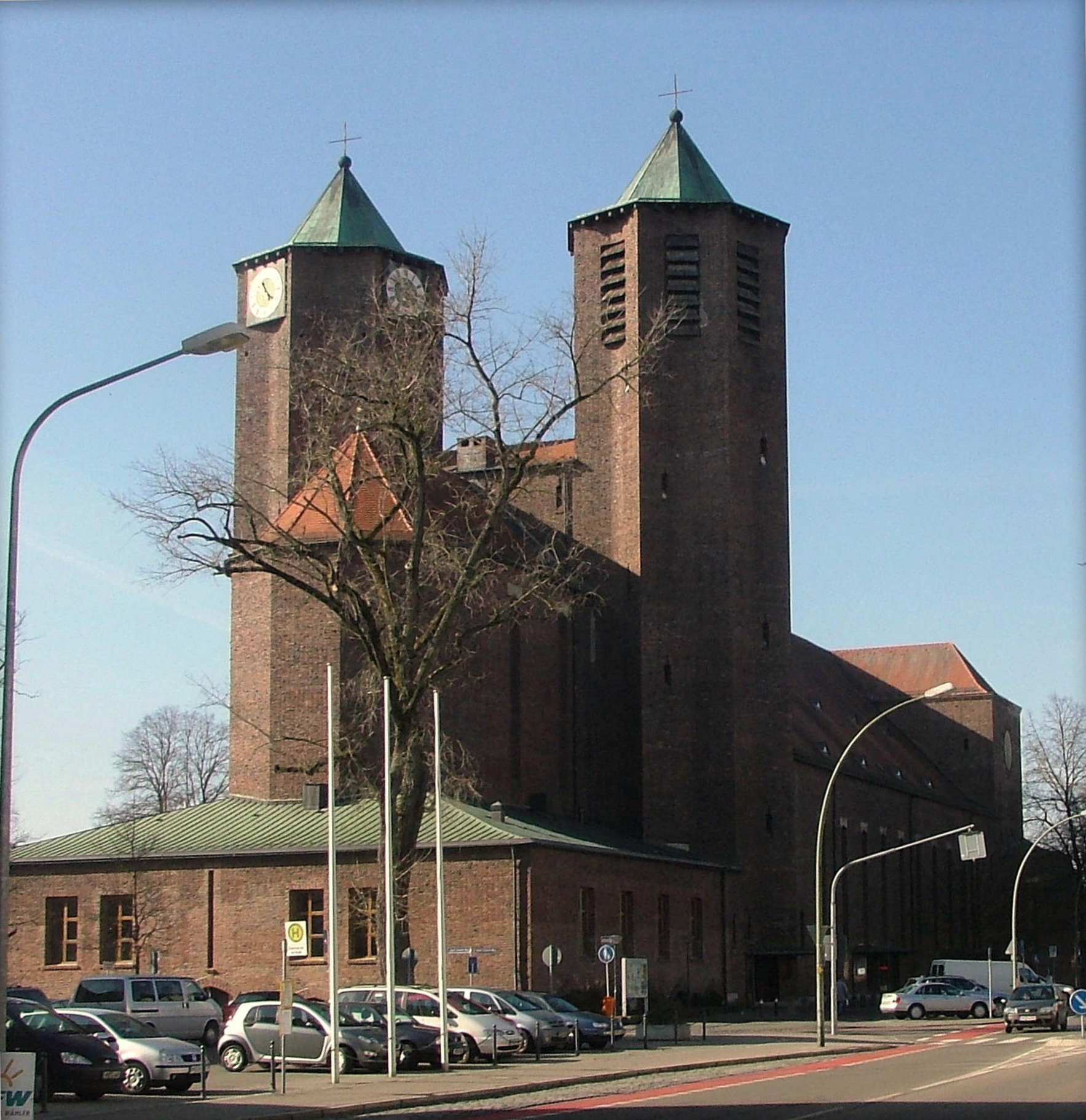
R.K. Sint-Jozefkerk, Memmingen (1929)
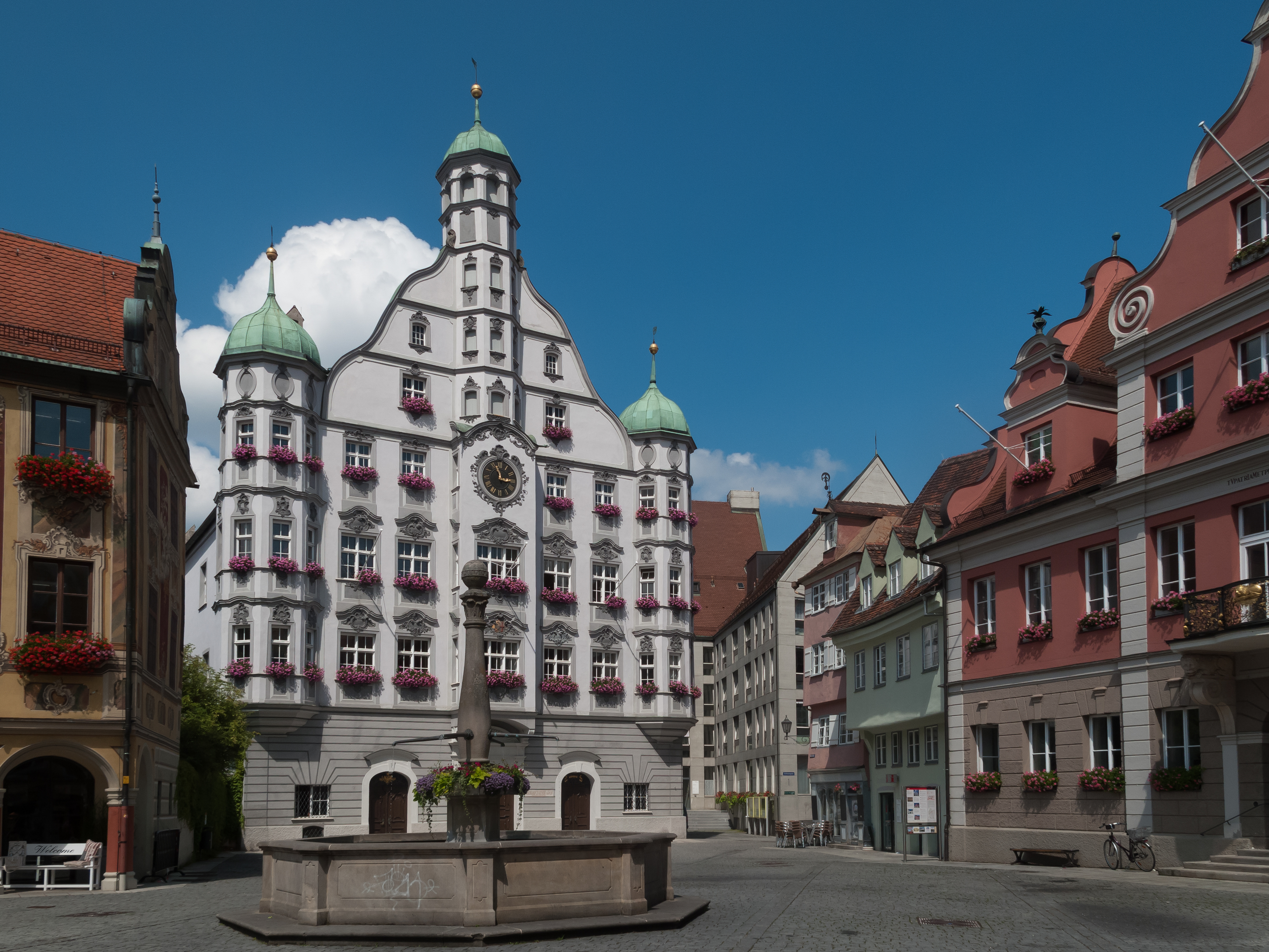
Stadhuis
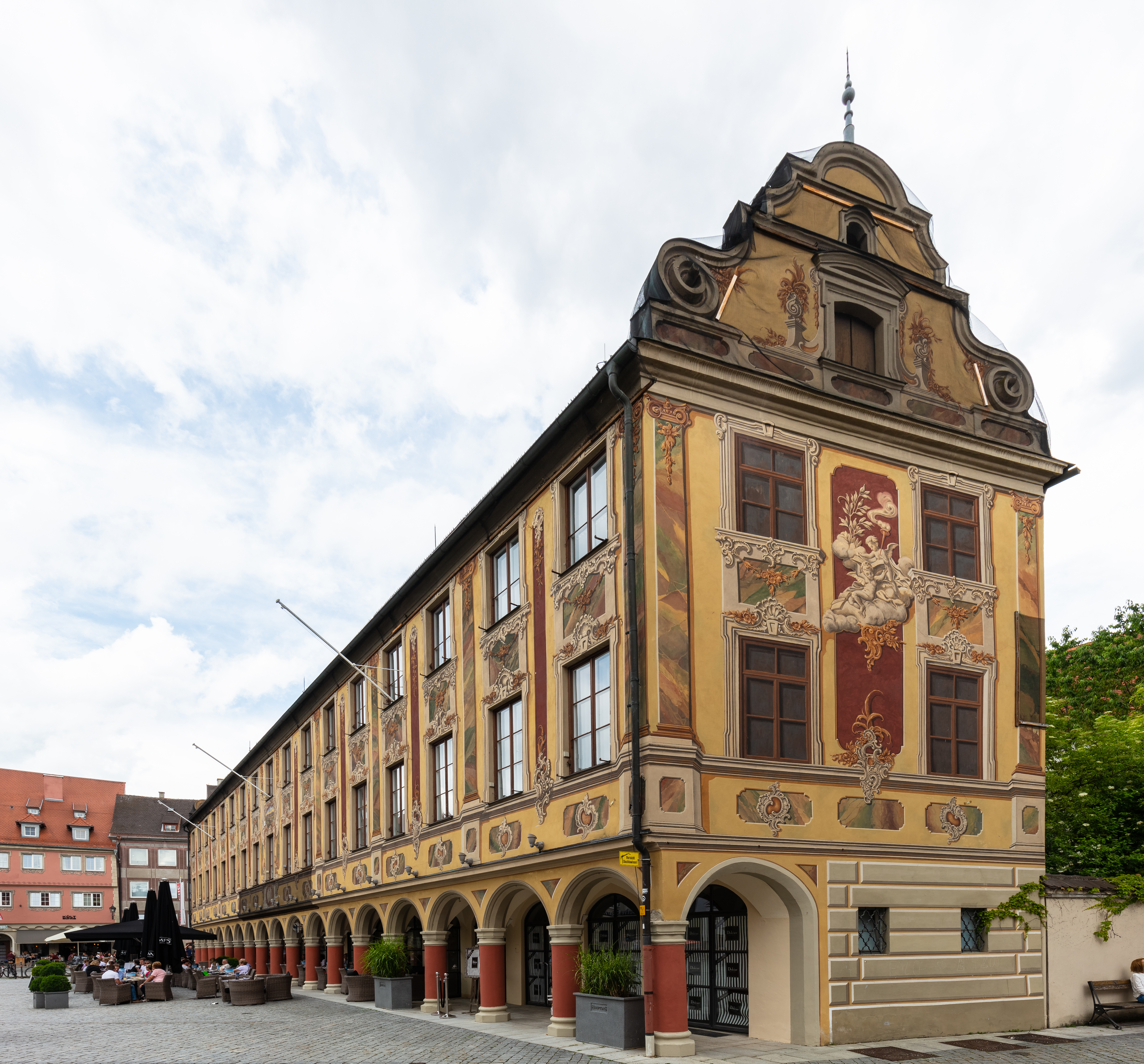
Het Steuerhaus (1495)
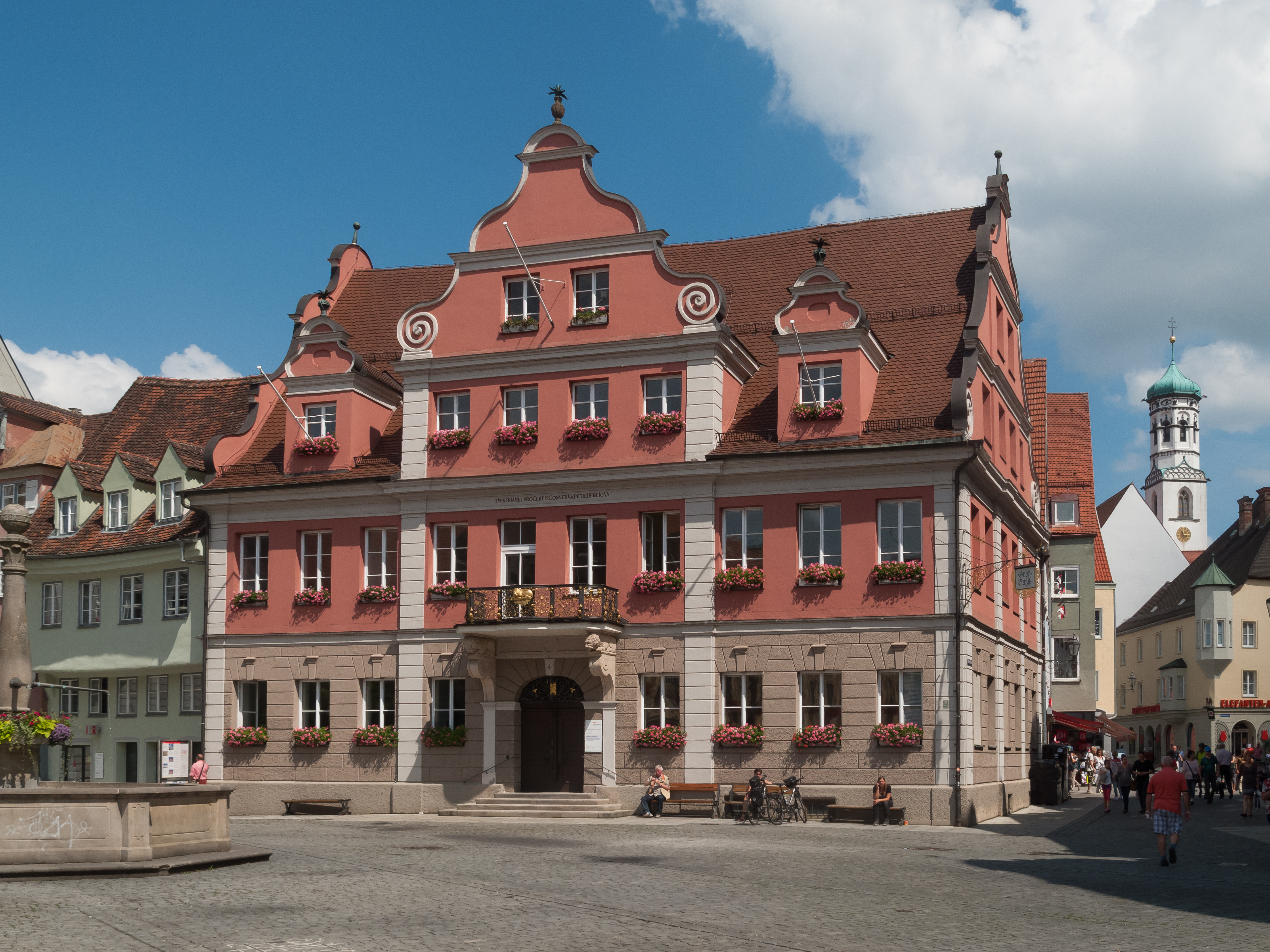
Monumentaal pand Großzunft (gildehuis)
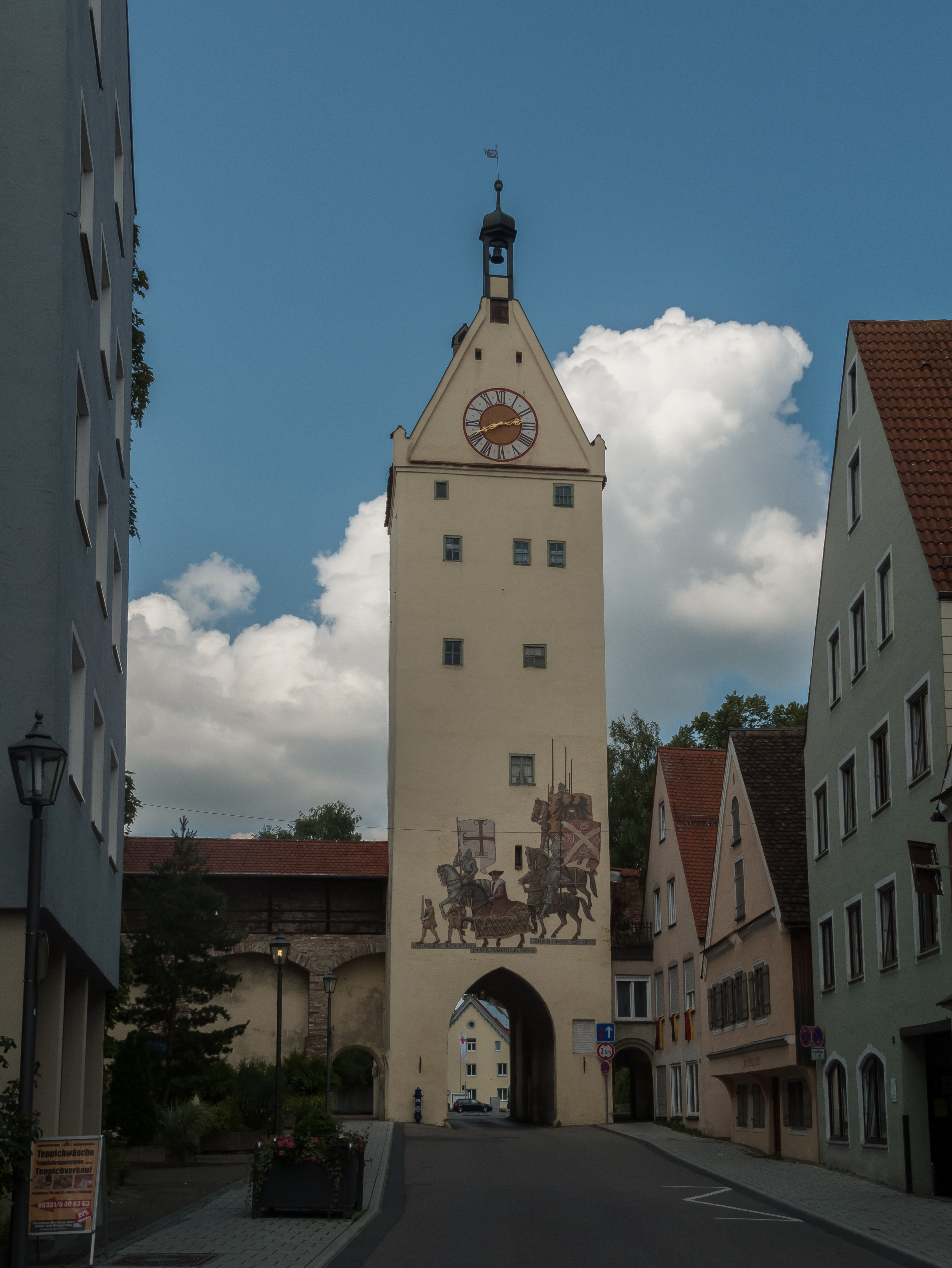
Ulmer Poort (1445)
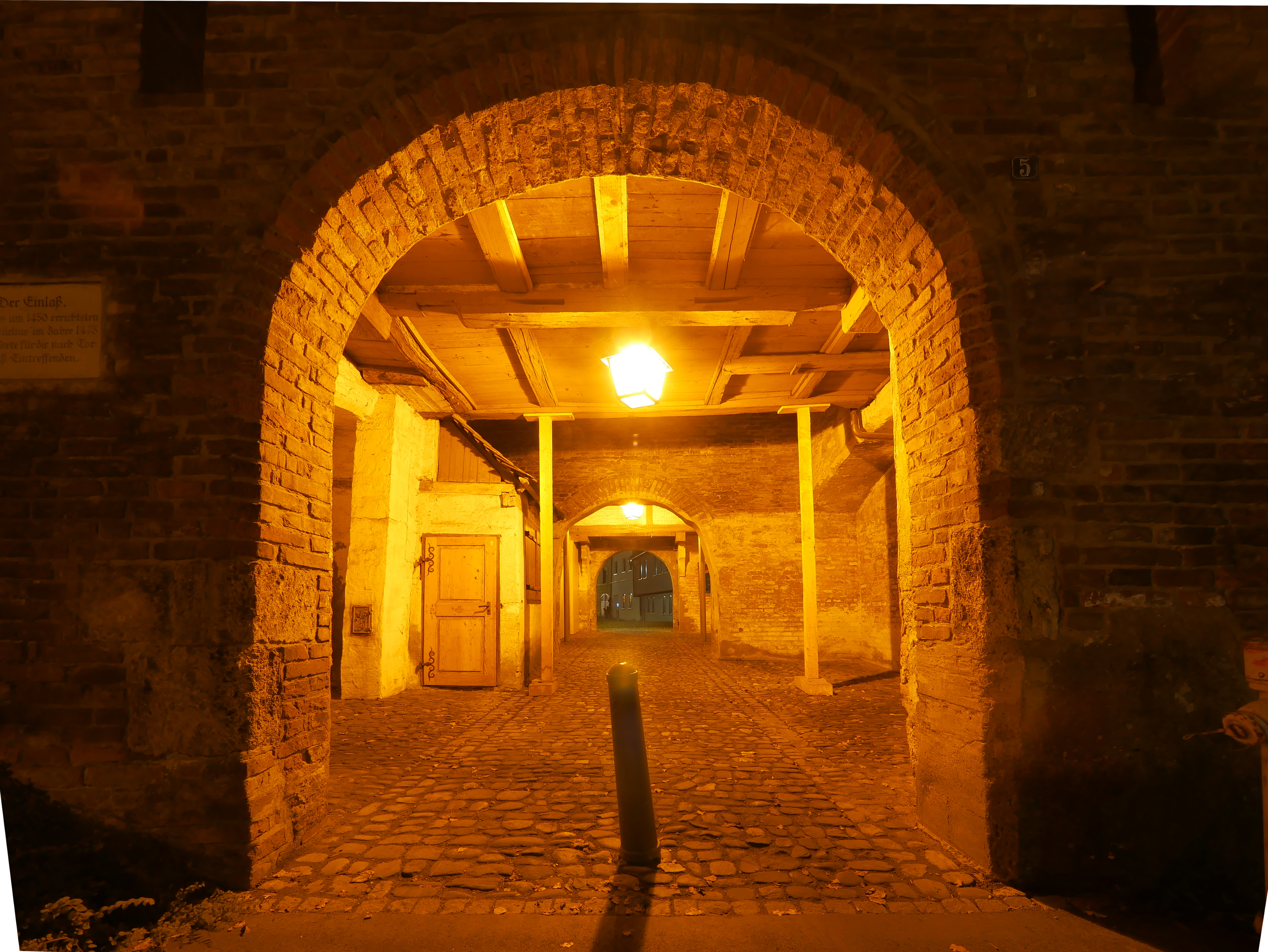
De nachtpoort Einlass (1475)
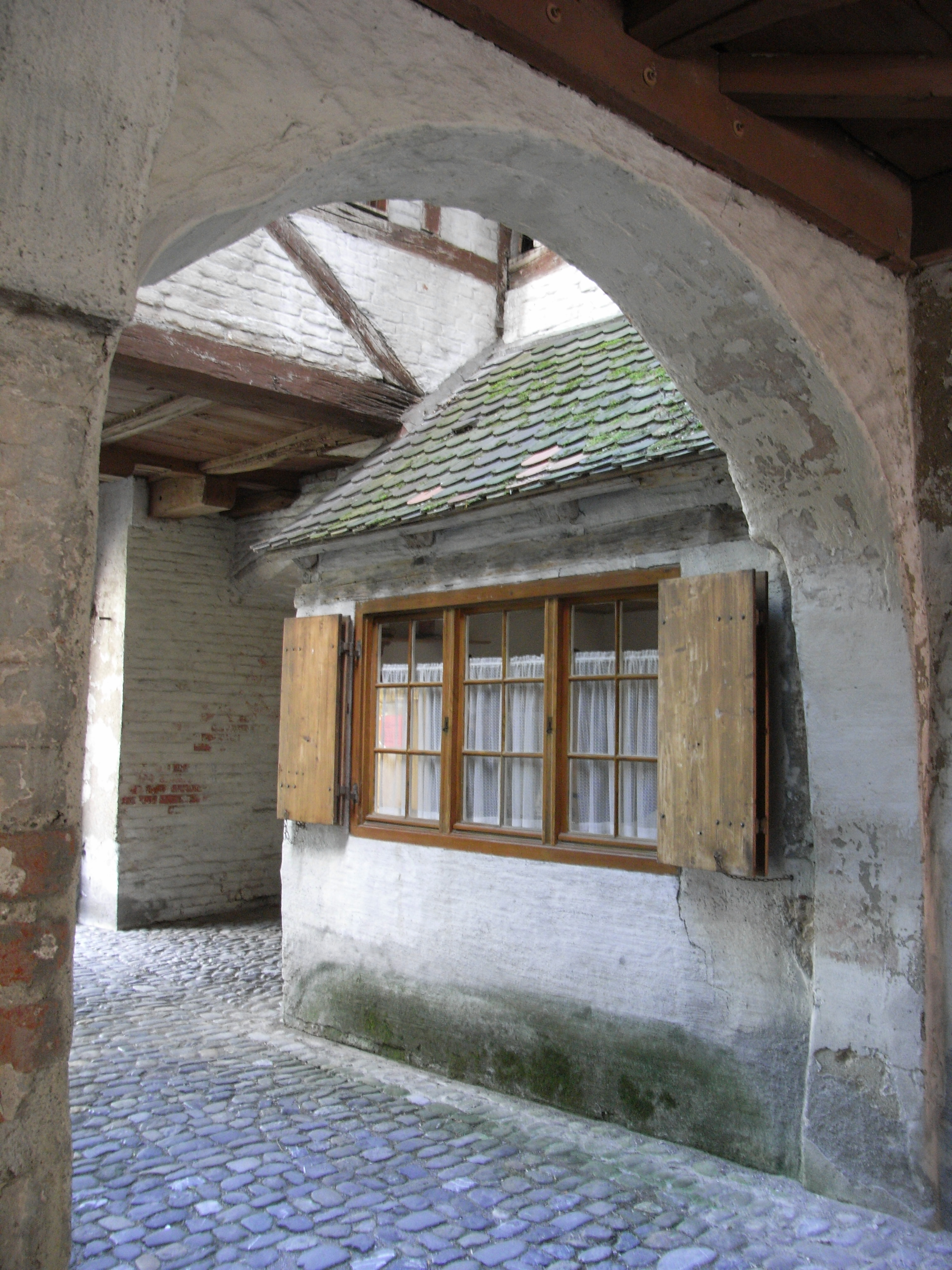
Poortwachtershuisje in de Einlass
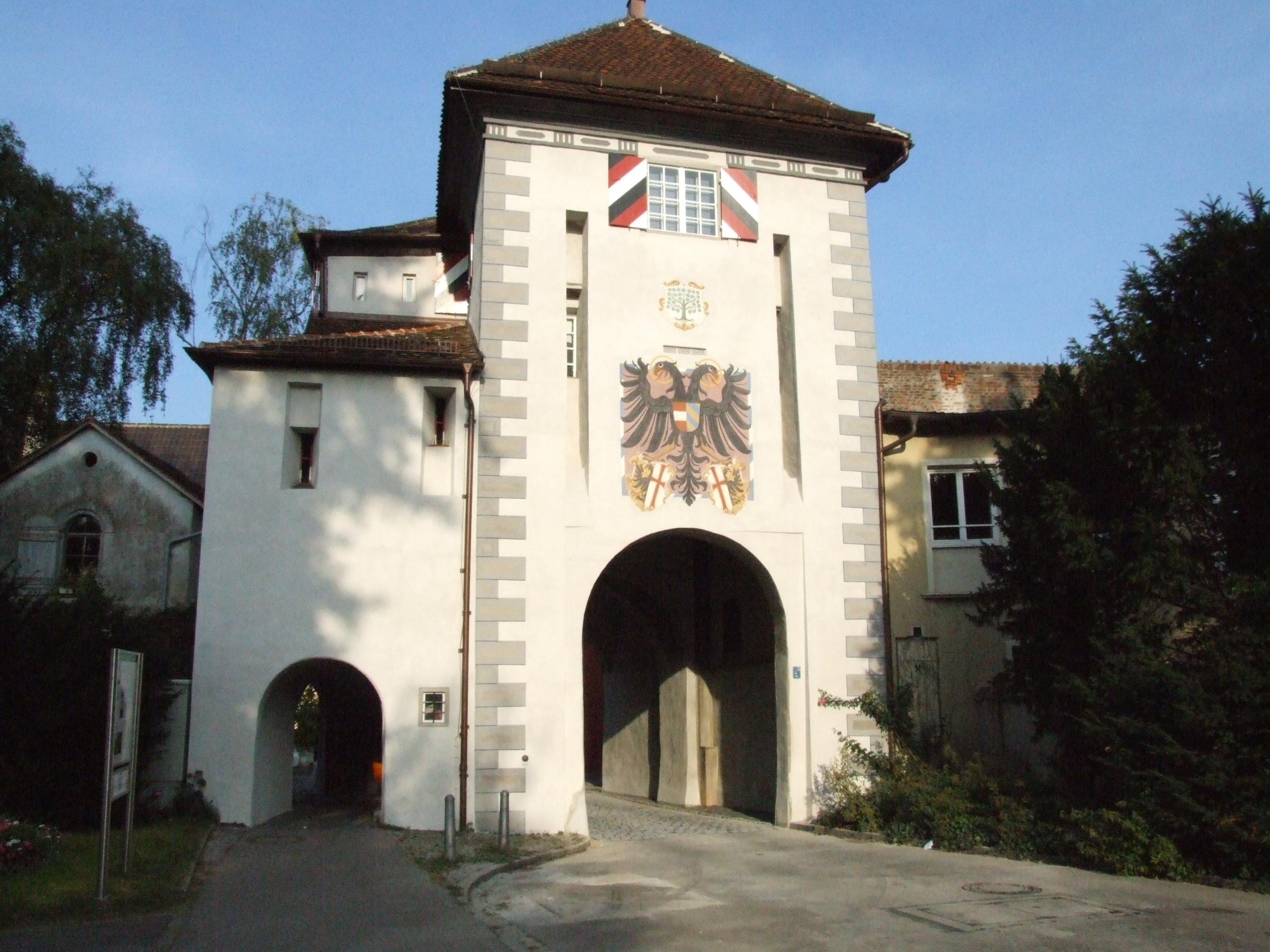
Lindauer Poort (1371; na de Dertigjarige Oorlog herbouwd)
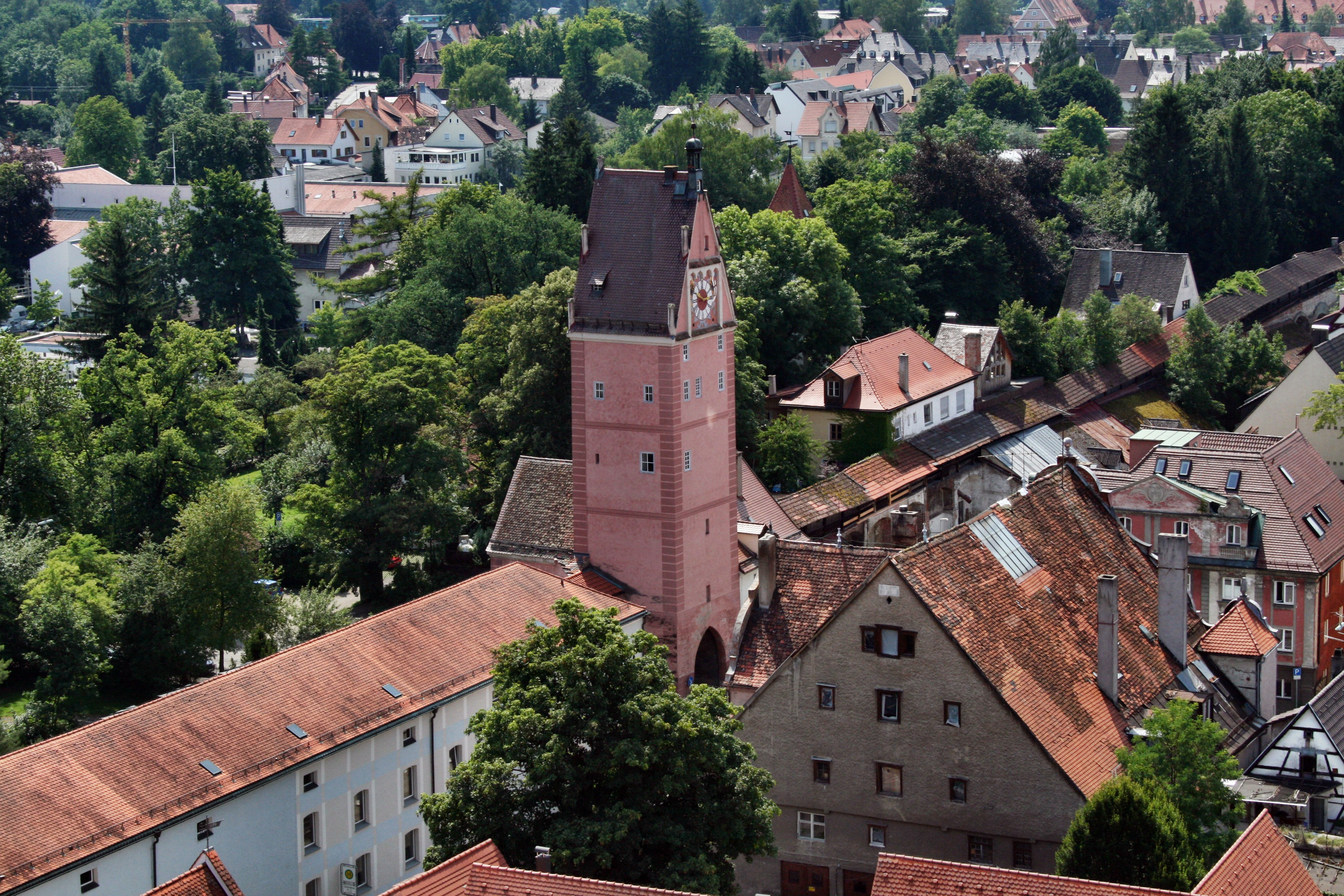
Gezicht op de Kempter Poort (1395)
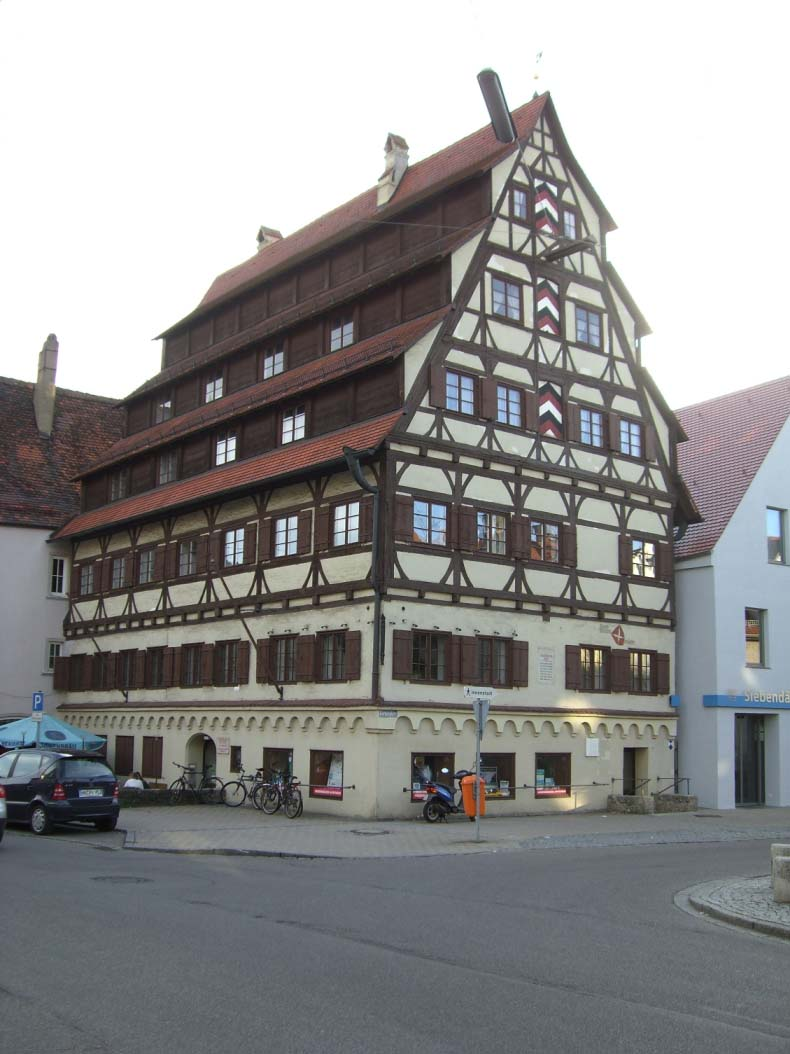
Het Siebendächerhaus
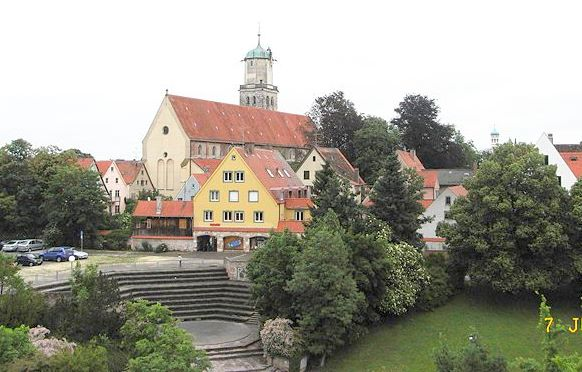
Gezicht op de St. Martinuskerk te Memmingen
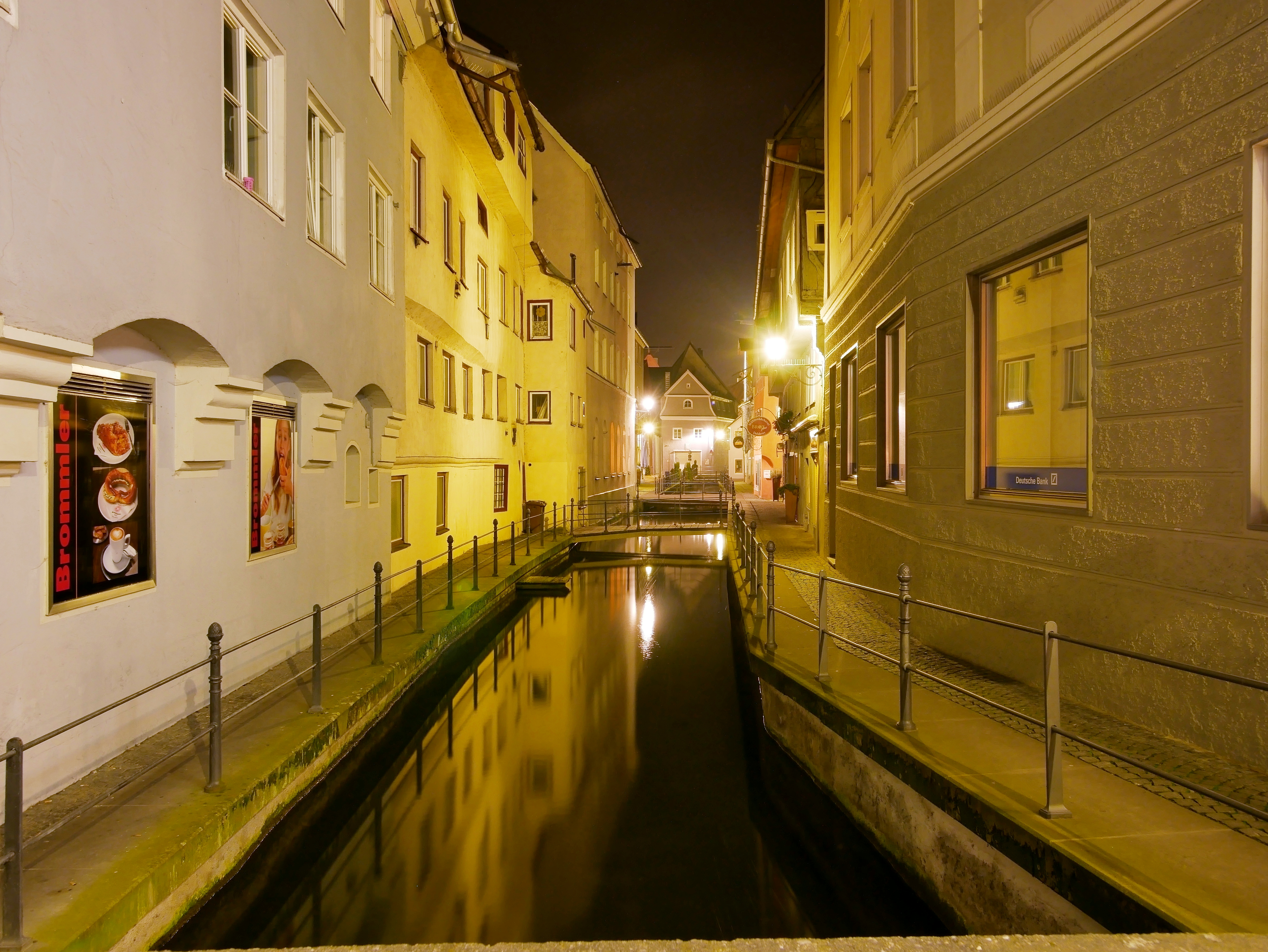
De Memminger Ach of Stadtbach
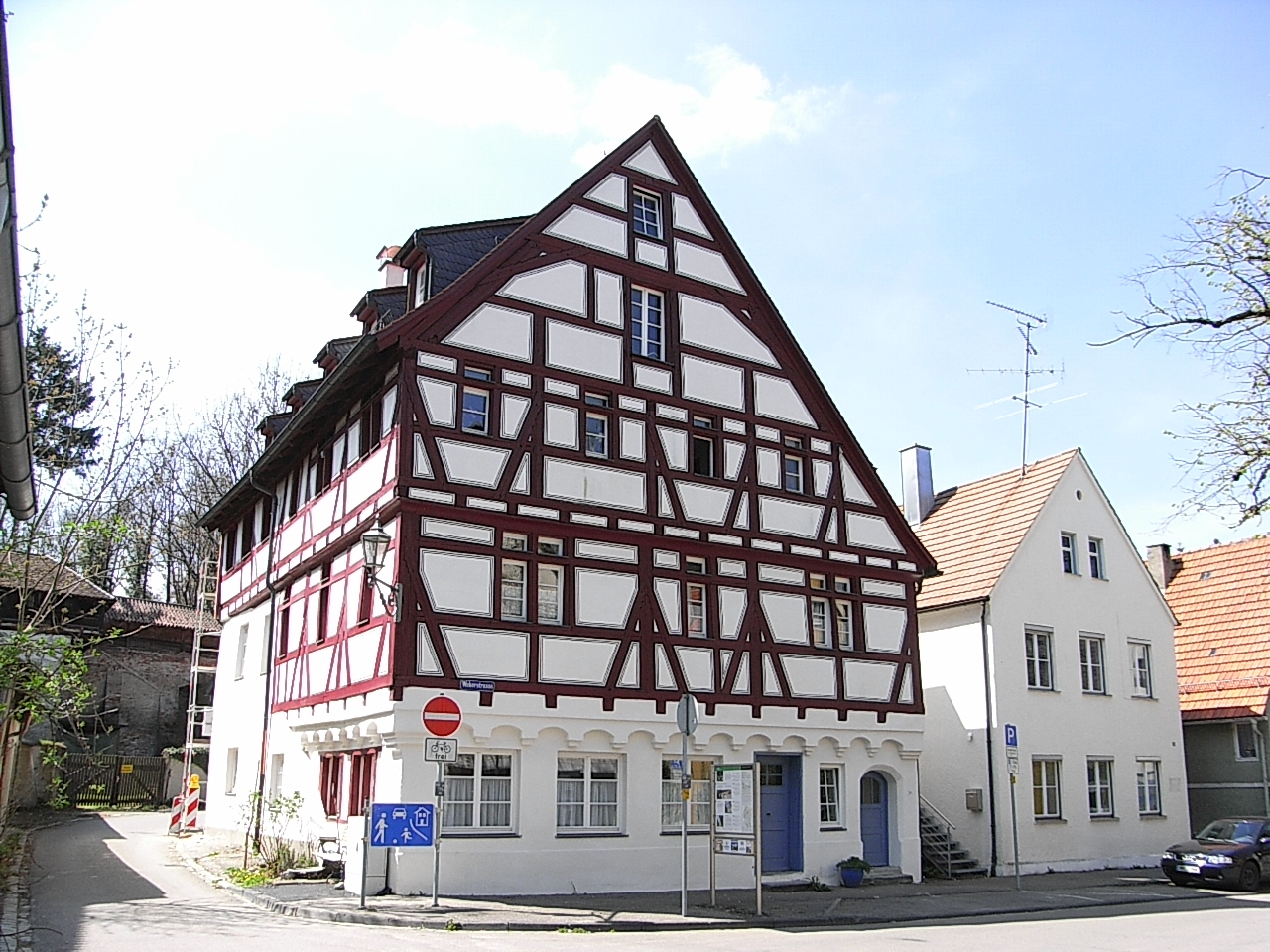
Voormalig Frauenhaus[9] (begin 16e eeuw)
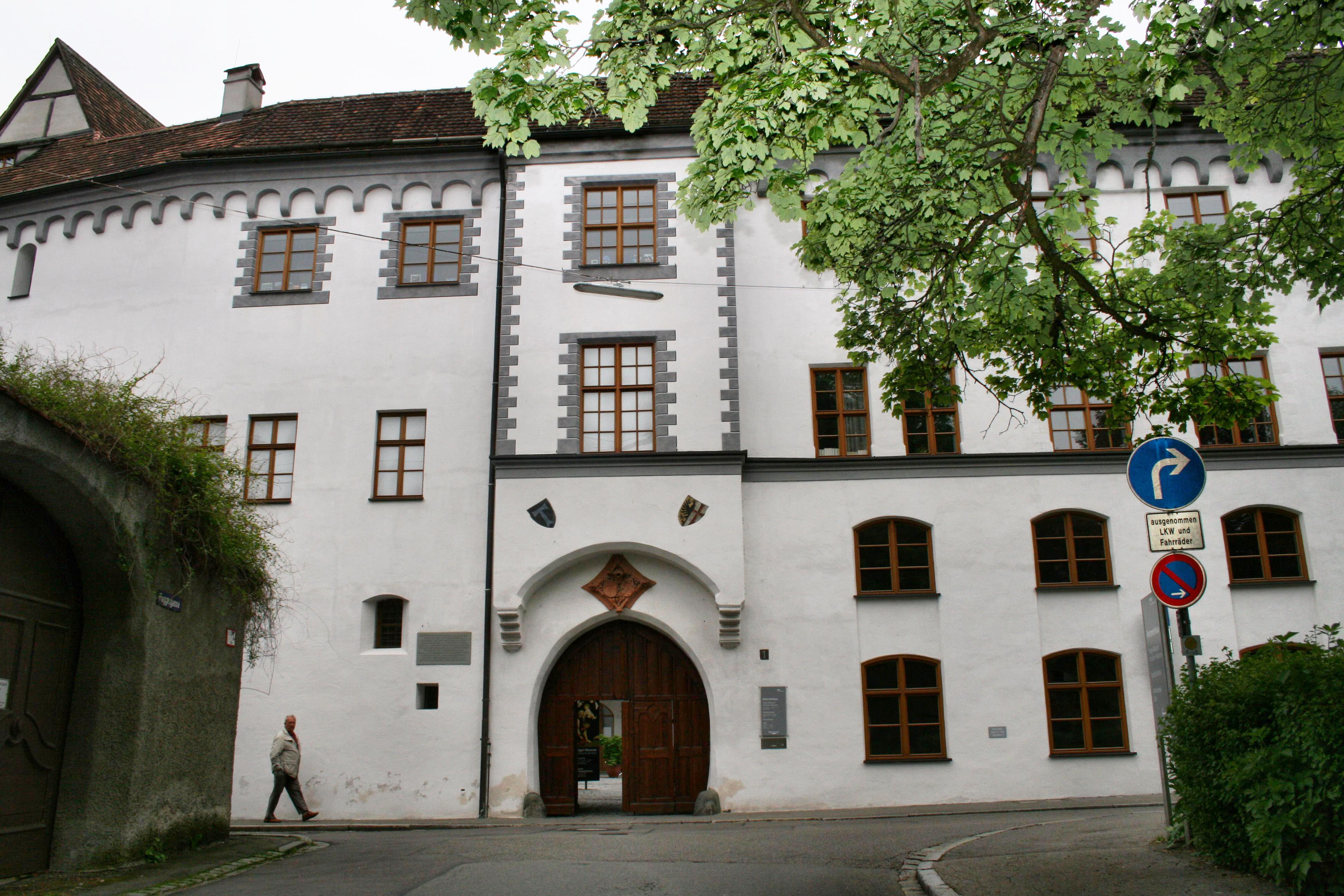
Voormalig Antonietersklooster
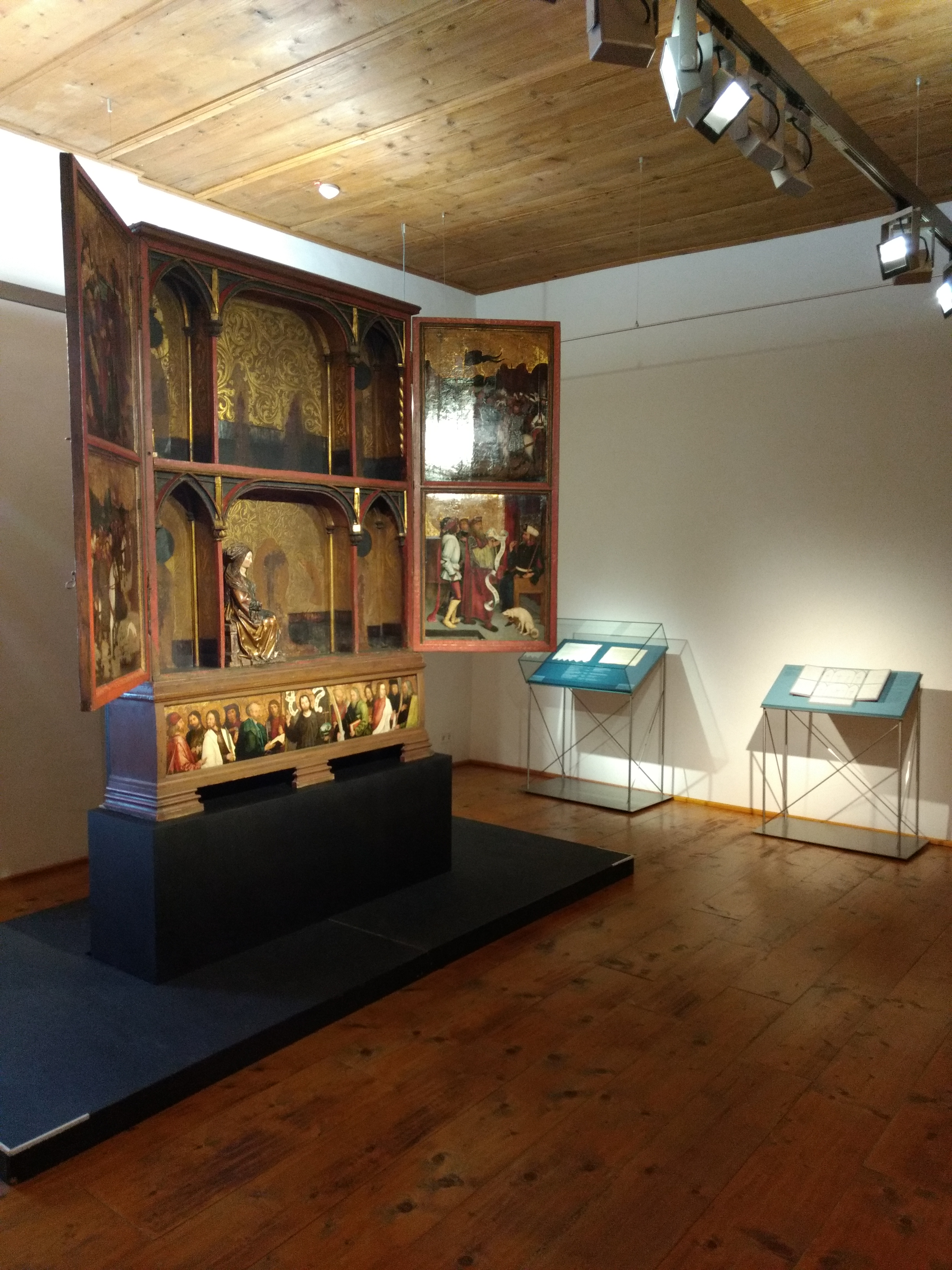
Altaarstuk in het Strigel-Museum
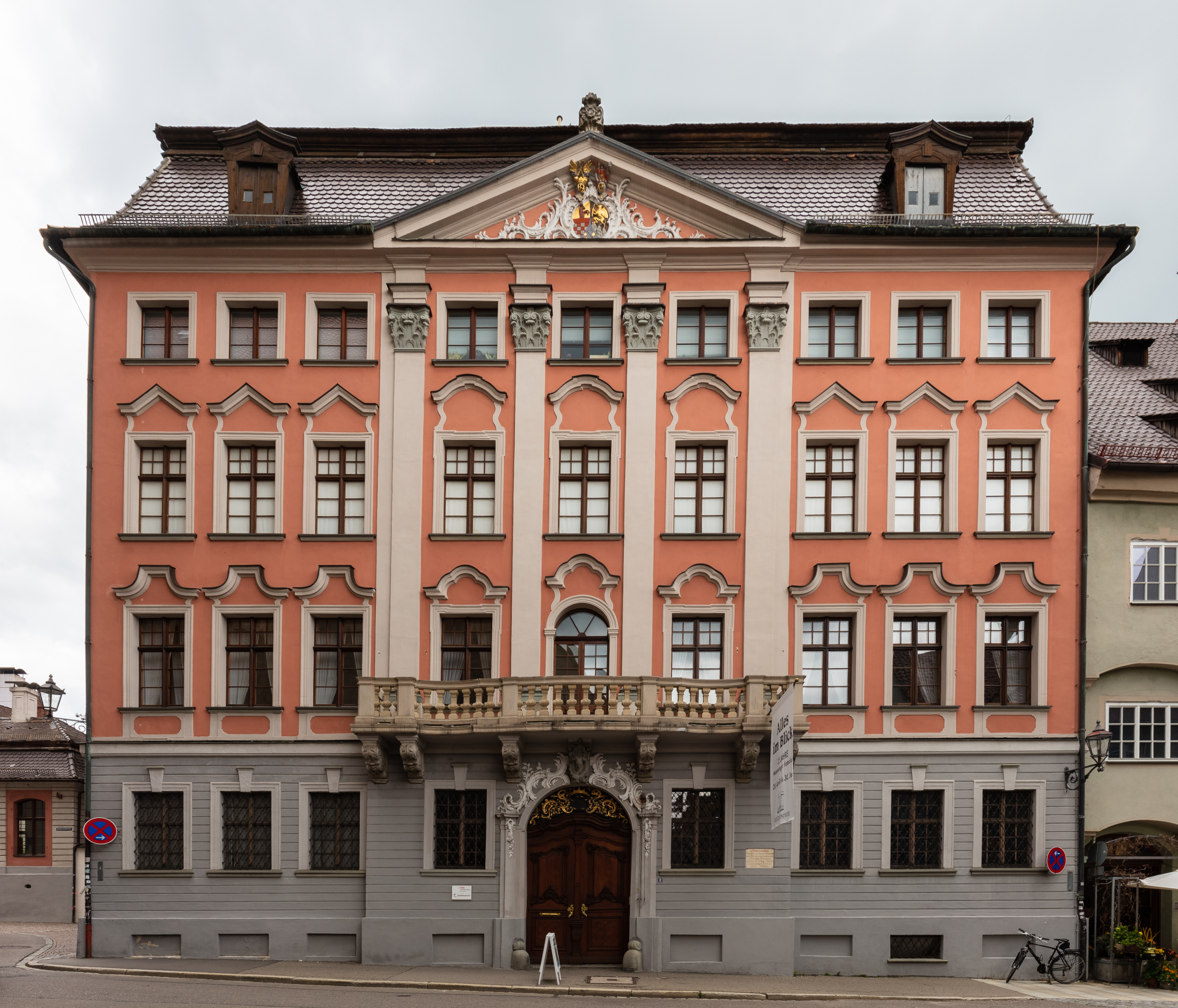
Stadspaleis Hermansbau
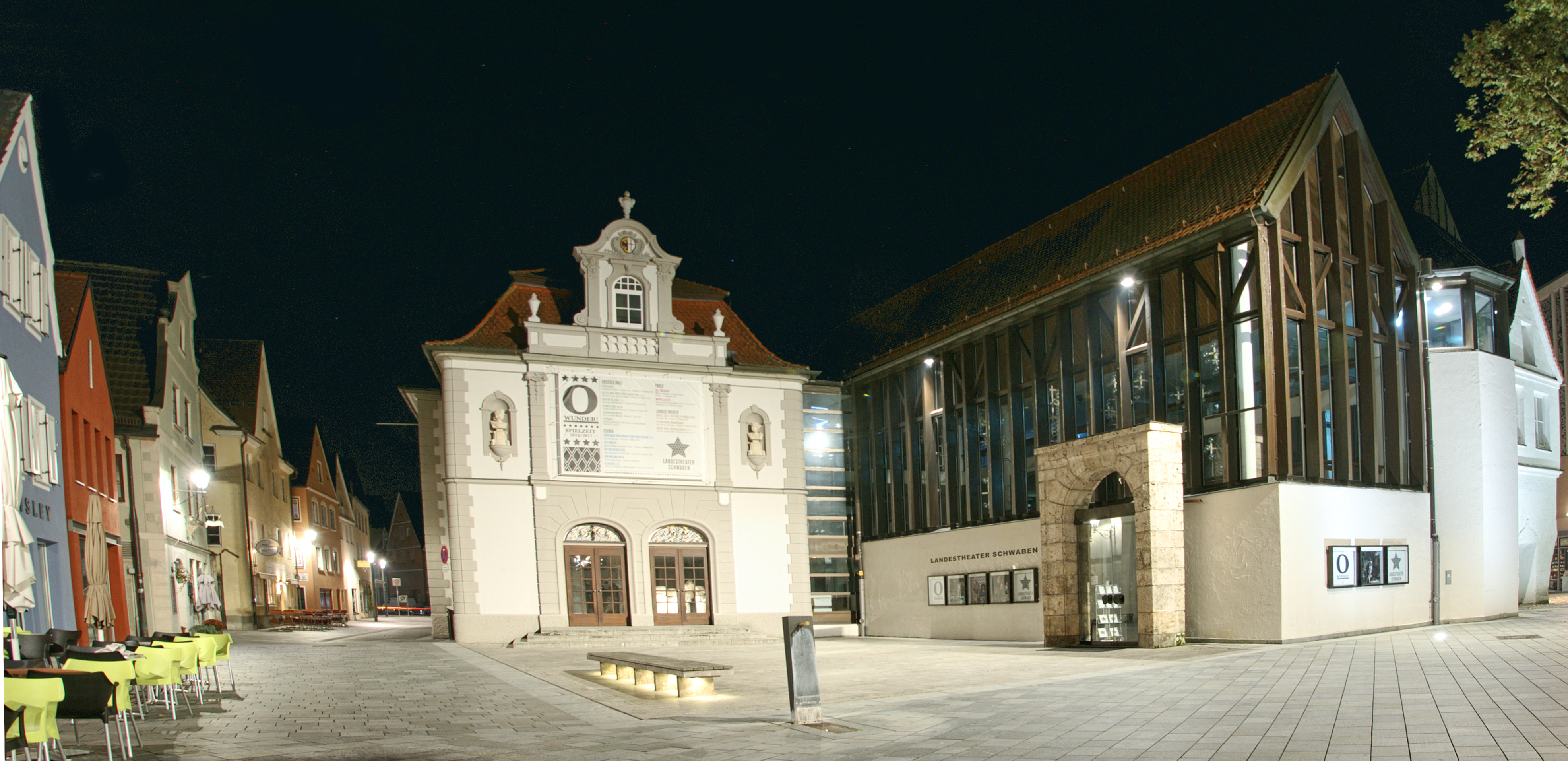
Schouwburg
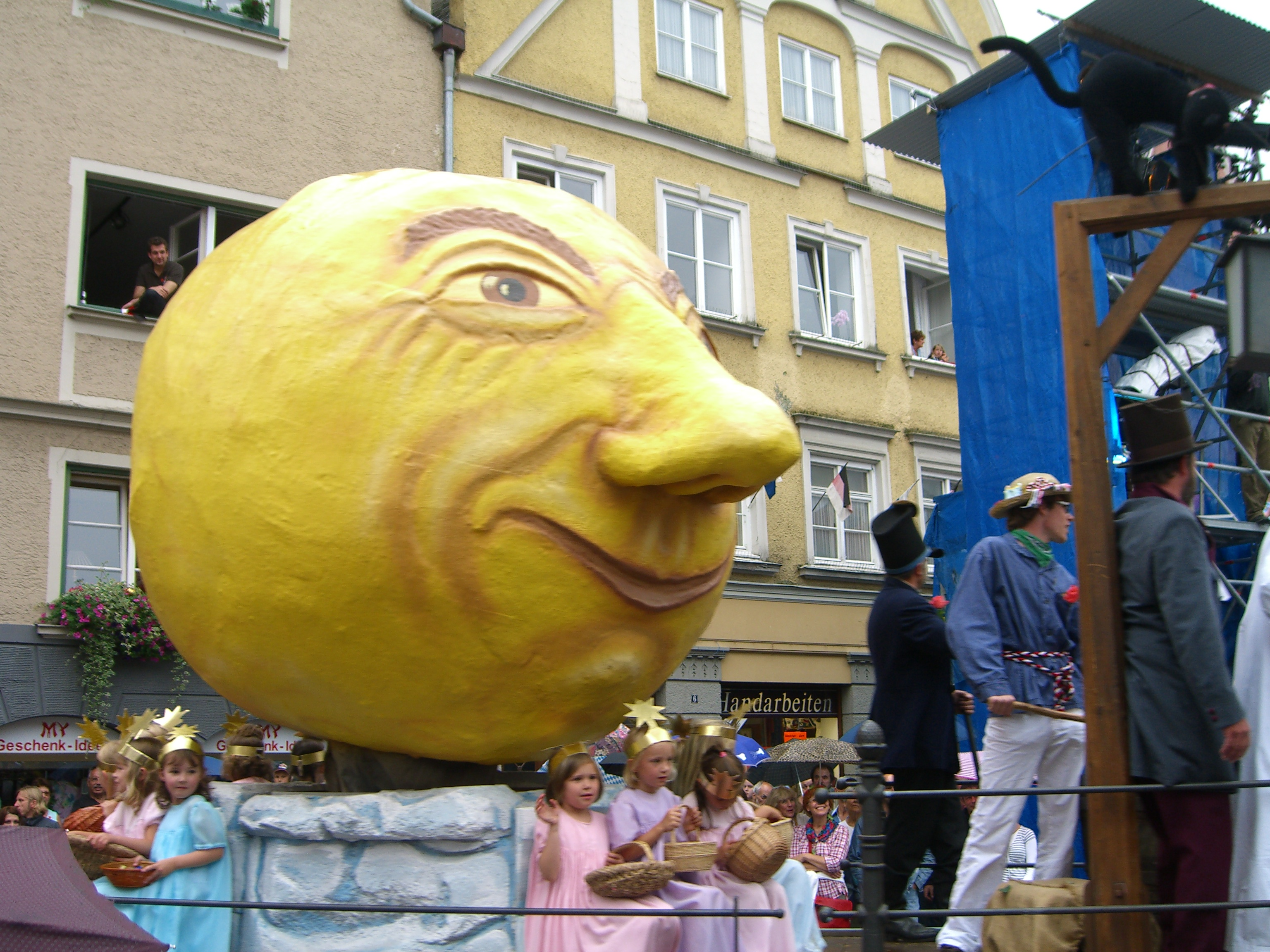
Memminger Mau tijdens de optocht op de jaarlijkse Fischertag
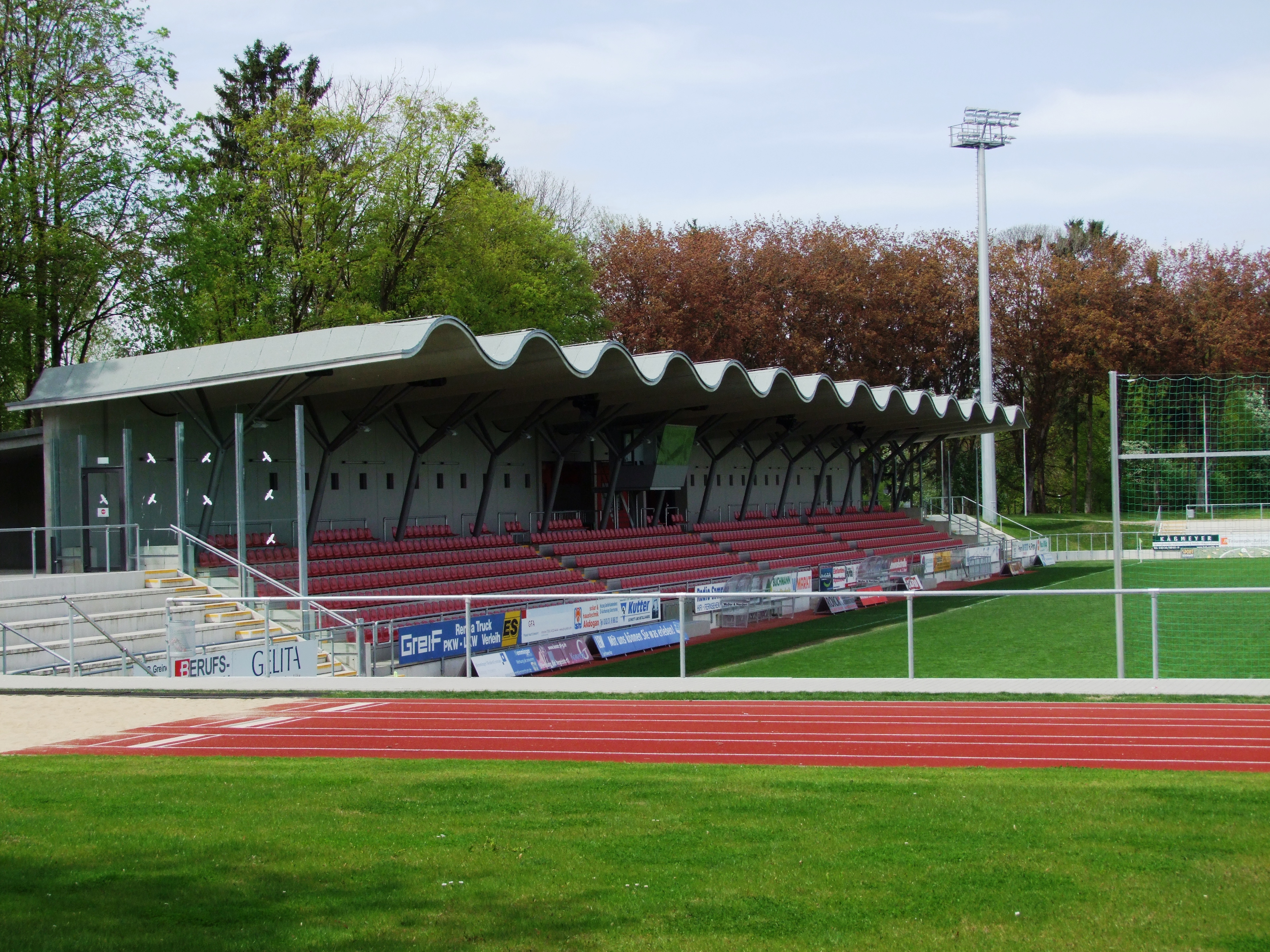
Memminger Arena
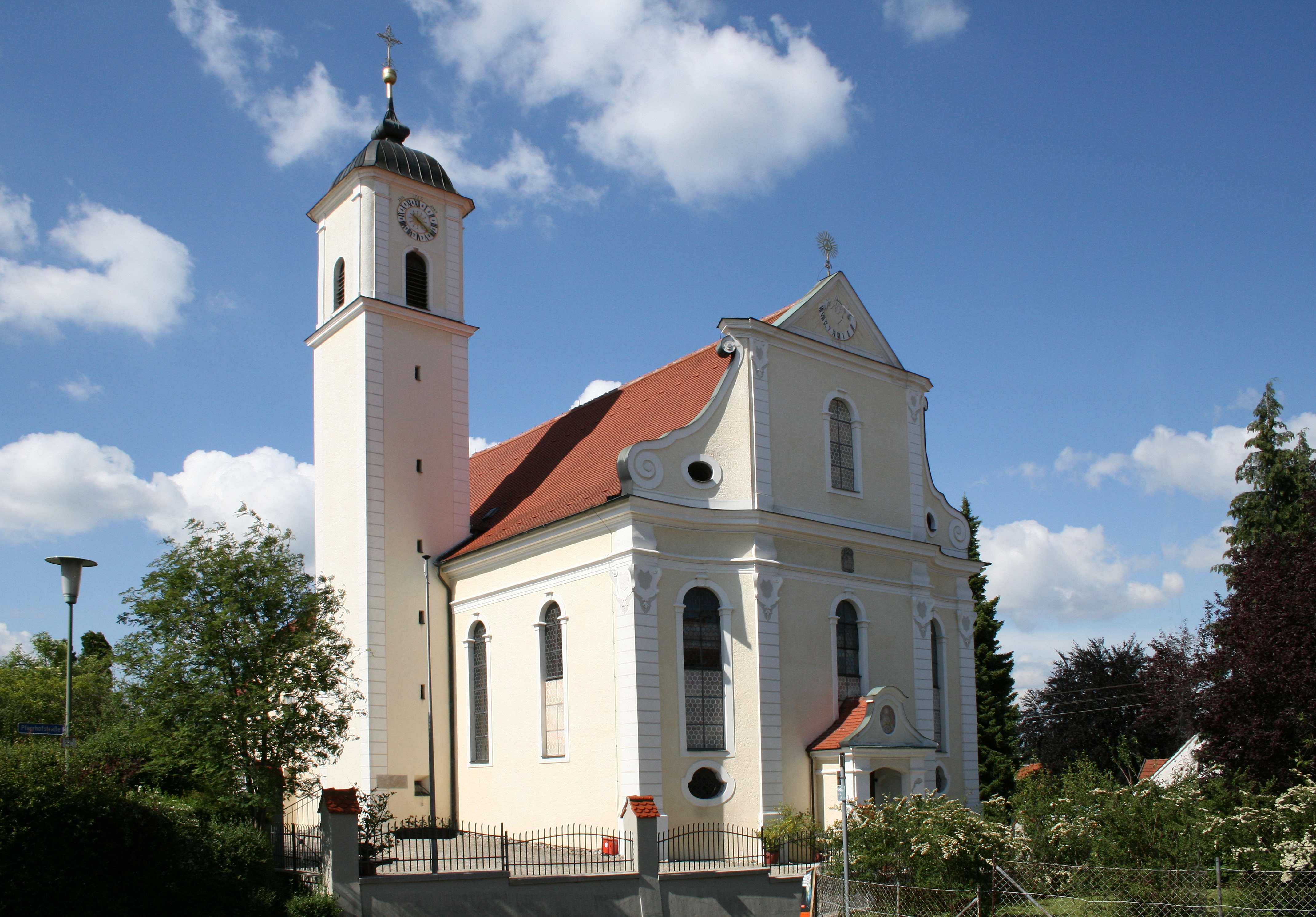
St. Ulrichkerk, Amendingen
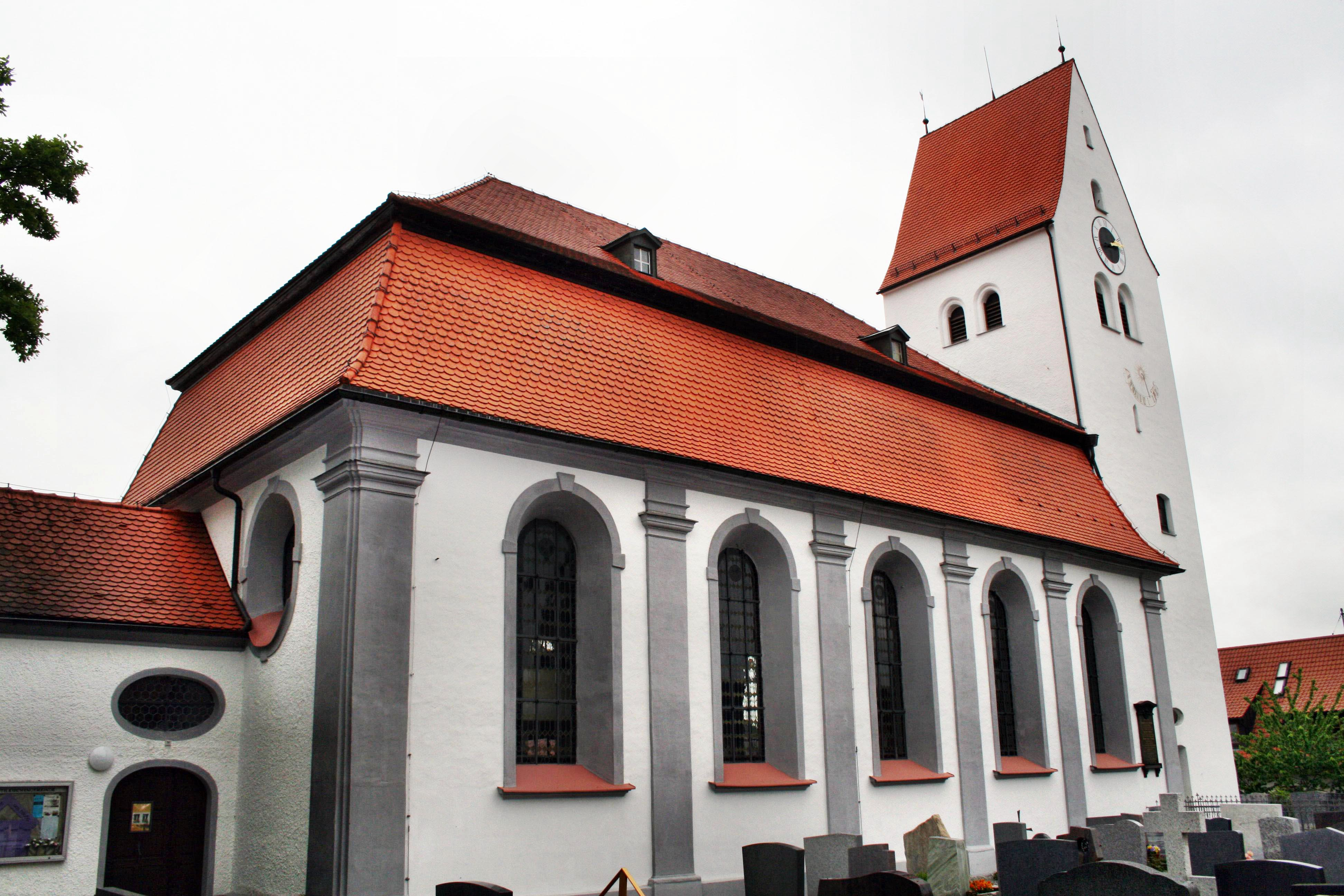
Sint-Martinuskerk, Steinheim
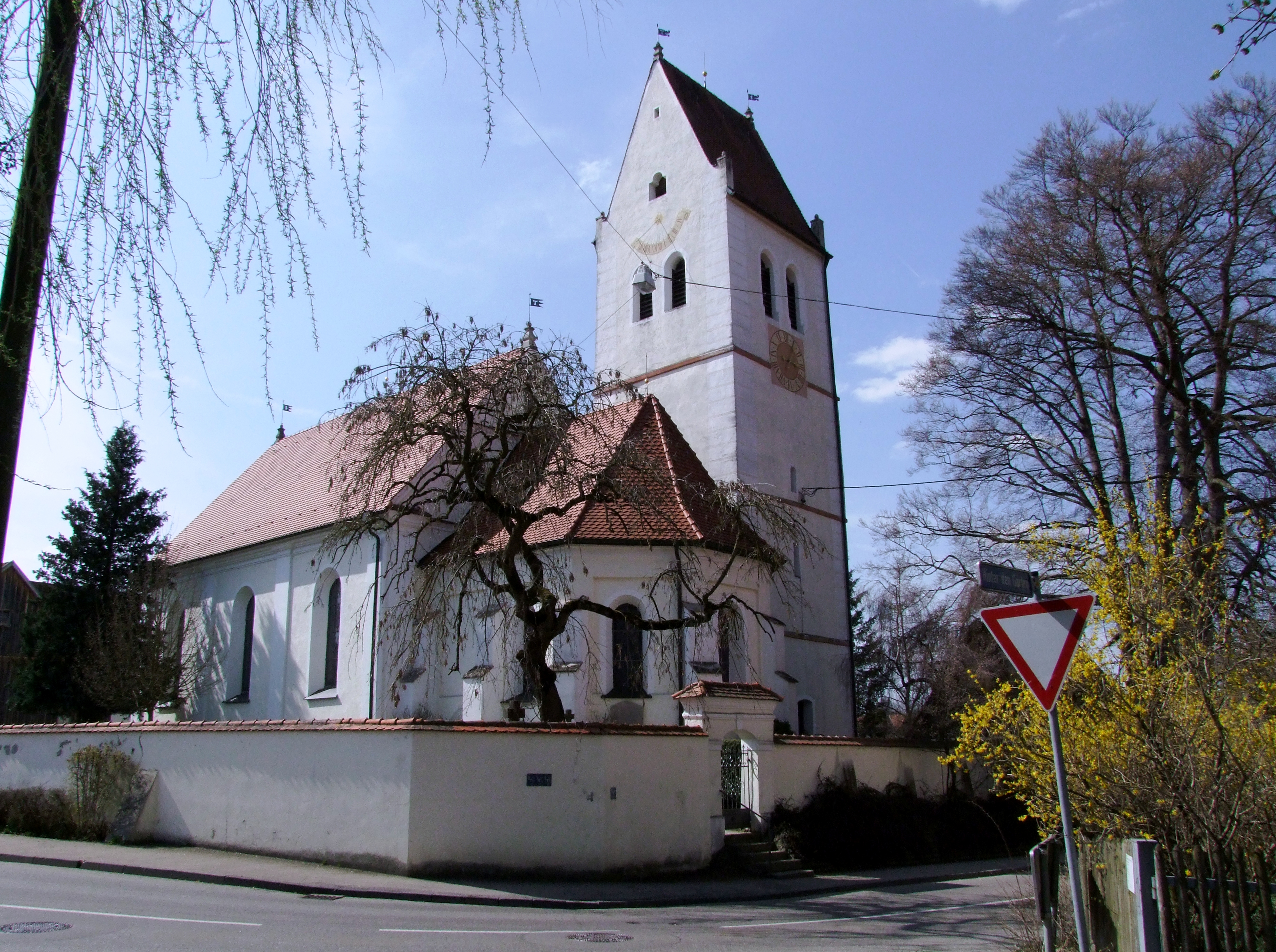
St. Agathakerk, Dickenreishausen
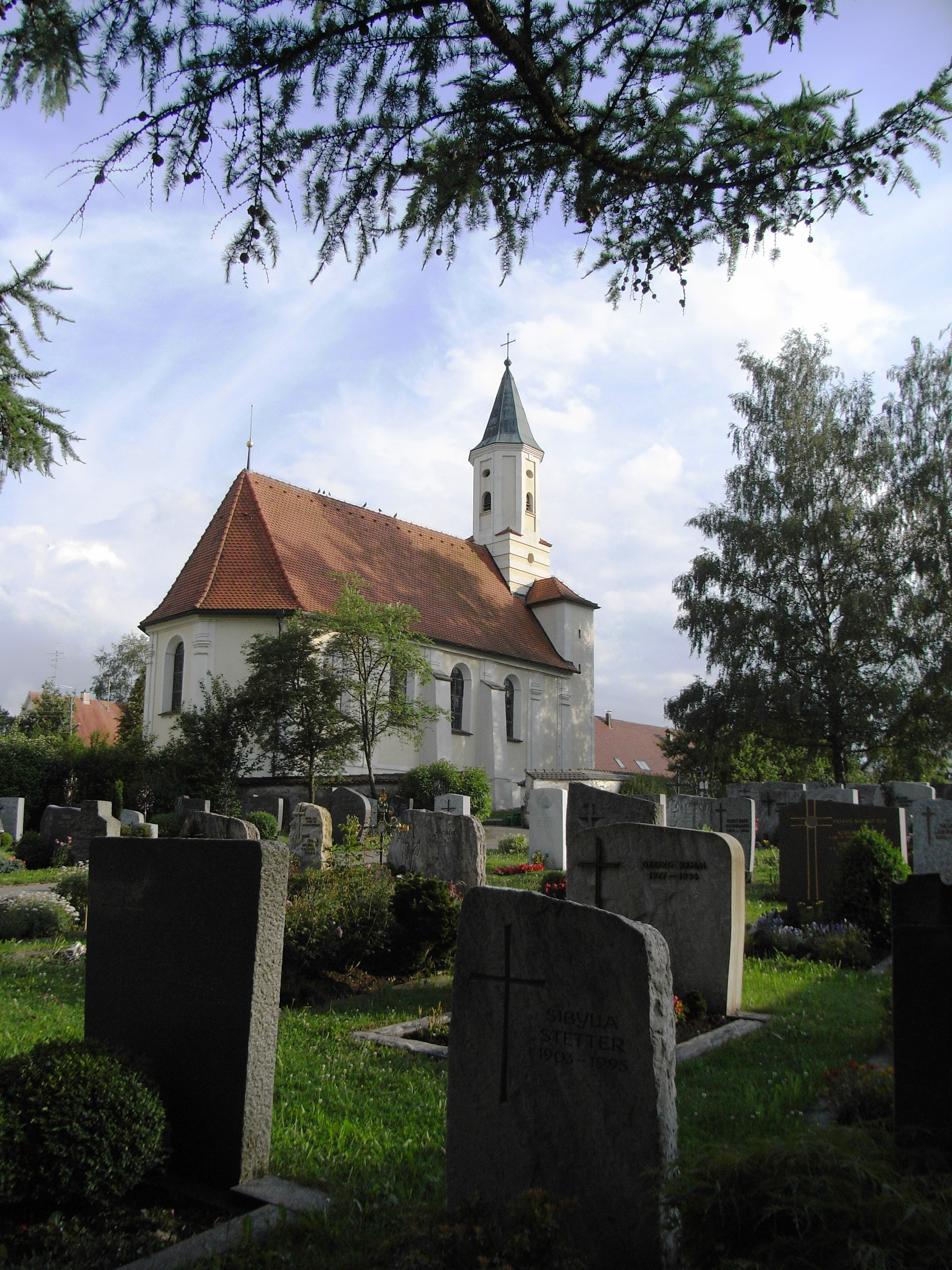
Kerkje te Buxach
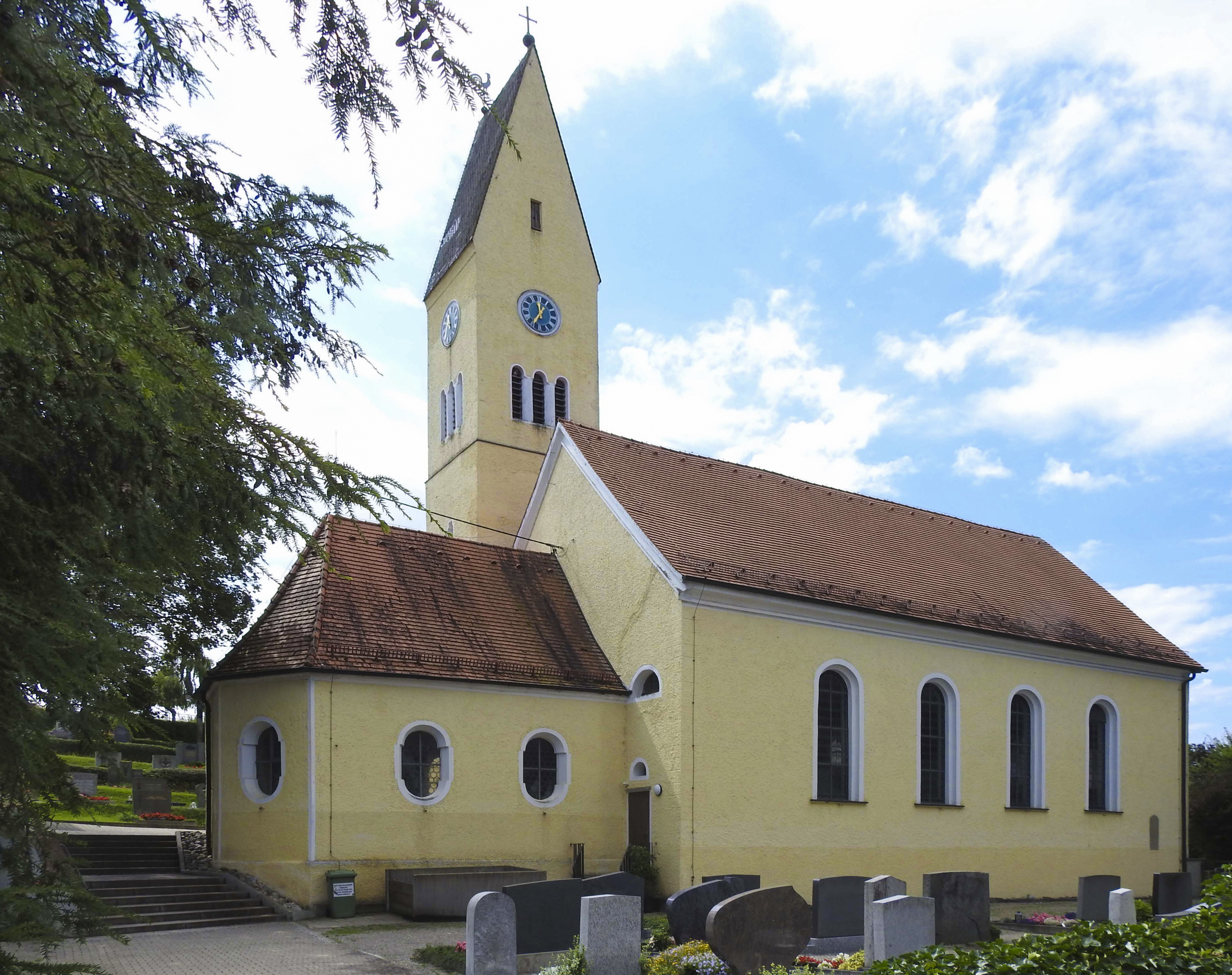
Kerk te Volkratshofen
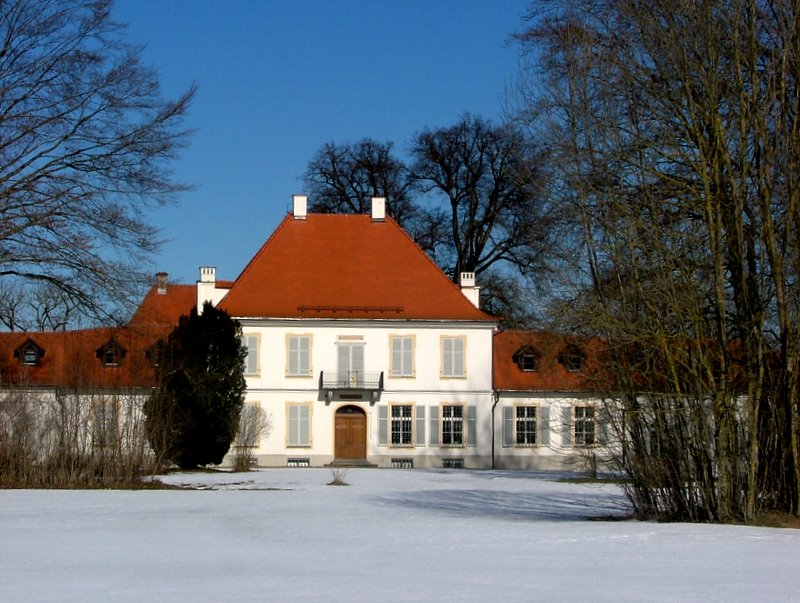
Kasteel Illerfeld[10] (1784) bij Ferthofen
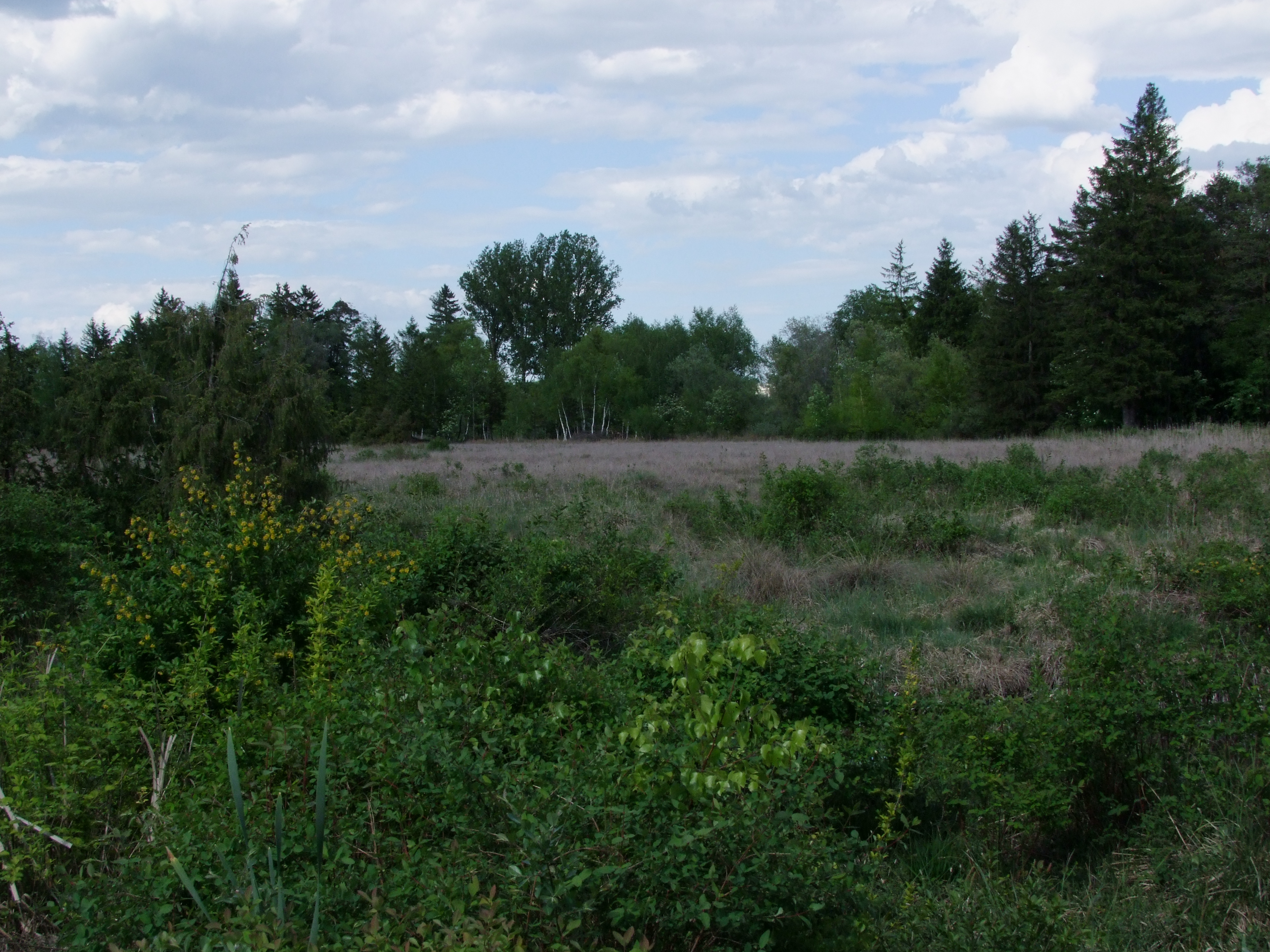
Benninger Ried

## Partnersteden
- Glendale, Verenigde Staten, sinds 1976
- Teramo, Italië, sinds 1981
- Auch, Frankrijk, sinds 1990
- Eisleben, Duitsland, sinds 1990
- Kirjat Sjmona, Israël, sinds 2009
- Karataş, hoofdplaats van het gelijknamige district aan de Middellandse Zee, Turkije, sinds 2009
- Litzelsdorf, Oostenrijk, sinds 2009
- Tsjernihiv, Oekraïne, sinds 2009

## Belangrijke personen in relatie tot Memmingen

### Geboren

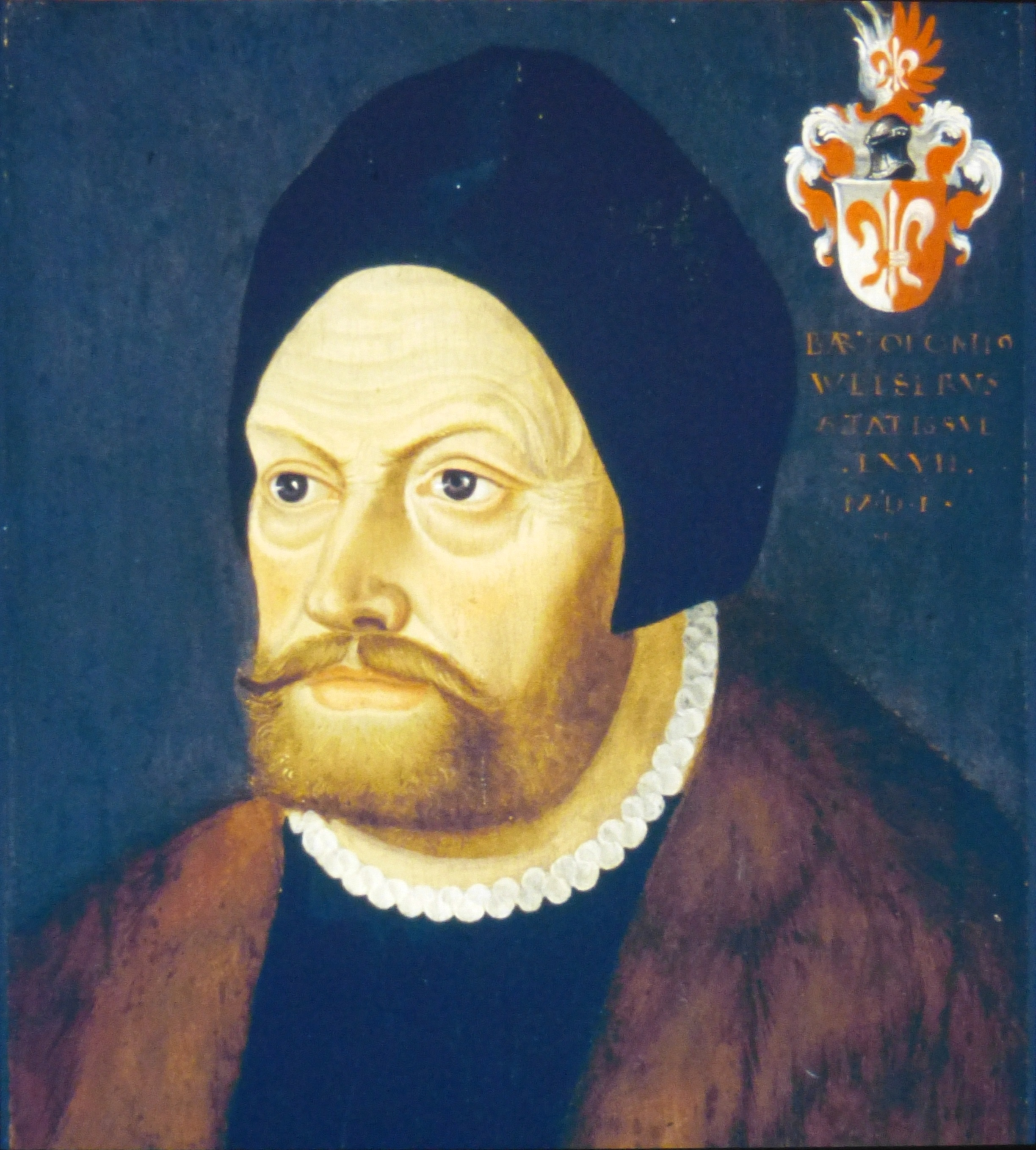
Bartholomeüs V Welser

- Bernhard Walther (* 1430; † 19 juni 1504 in Neurenberg) astronoom, humanist en zakenman. Hij financierde de eerste sterrenwacht van Duitsland, geleid door zijn leerling Regiomontanus te Neurenberg.
- Bartholomeüs V Welser de Oudere (* 25 juni 1484; † 28 maart 1561 in Amberg), handelsmagnaat uit Augsburg, via zijn schoonouders verwant aan de Memminger familie Vöhlin. Hij leidde van 1519 tot 1551 de Augsburger Welser-Gesellschaft. Dit was een van de grootste handels-, bank-, rederij- en mijnbouwondernemingen van Europa in de 16e eeuw. In 1528 kocht hij van de Spaanse kroon het recht, dertig jaar lang te regeren over Venezuela.[11] Hij was bankier van zeer belangrijke personen, onder wie Keizer Karel V en Frans I, koning van Frankrijk, waardoor hij invloed op hun regeringsbeleid kon uitoefenen.
- Diverse leden van de familie Strigel uit Memmingen (15e en vroege 16e eeuw) wijdden zich aan de schilder- en beeldhouwkunst.
  - De bekendste van hen, en als portrettist duidelijk de belangrijkste, was Bernhard Strigel (1460-1528), die onder andere een in het Wikipedia-artikel over Keizer Karel V afgebeeld familieportret van Karel en zijn vader en grootvader vervaardigde. Dit portret hangt in het Kunsthistorische Museum te Wenen. Bernhard Strigel is hofschilder geweest van Keizer Maximiliaan I.
- Diverse leden van de familie Sichelbein uit Memmingen (16e en 17e eeuw) wijdden zich aan de schilderkunst.
- Johann Heiss of Heiß (* 19 juni 1640; † 1704 in Augsburg), barokschilder in de stijl van de familie Sichelbein
- Jakob (von)[12] Küner (* 19 maart 1697 in Volkratshofen bij Memmingen; † 1764 in Wenen), zakenman, oprichter van een faiencefabriek bij Memmingen
- Julius Guggenheimer (* 18 februari 1885; † 4 juni 1943 (omgebracht in Sobibor), zakenman en fotograaf. In 1939 uitgeweken naar Amsterdam. Tijdens de Tweede Wereldoorlog door de Duitse bezetter naar Kamp Westerbork en uiteindelijk naar Sobibor weggevoerd.
- Franzjosef Maier (1925 - 2014), violist en dirigent van het Collegium Aureum
- Hedwig Bilgram (1933), organiste en claveciniste
- Franz Roth (1946), voormalig voetballer bij Bayern München
- Iris Plotzitzka (1966), atlete
- Holger Badstuber (1989), voetballer bij VfB Stuttgart
- Timo Gebhart (1989), voetballer bij Steaua Boekarest
- Mario Götze (1992), voetballer, die bij PSV gespeeld heeft
- Alexander Hack (1993), voetballer bij 1. FSV Mainz 05
- Markus Mendler (1993), voetballer
- Felix Götze (1998), voetballer

### Overigen

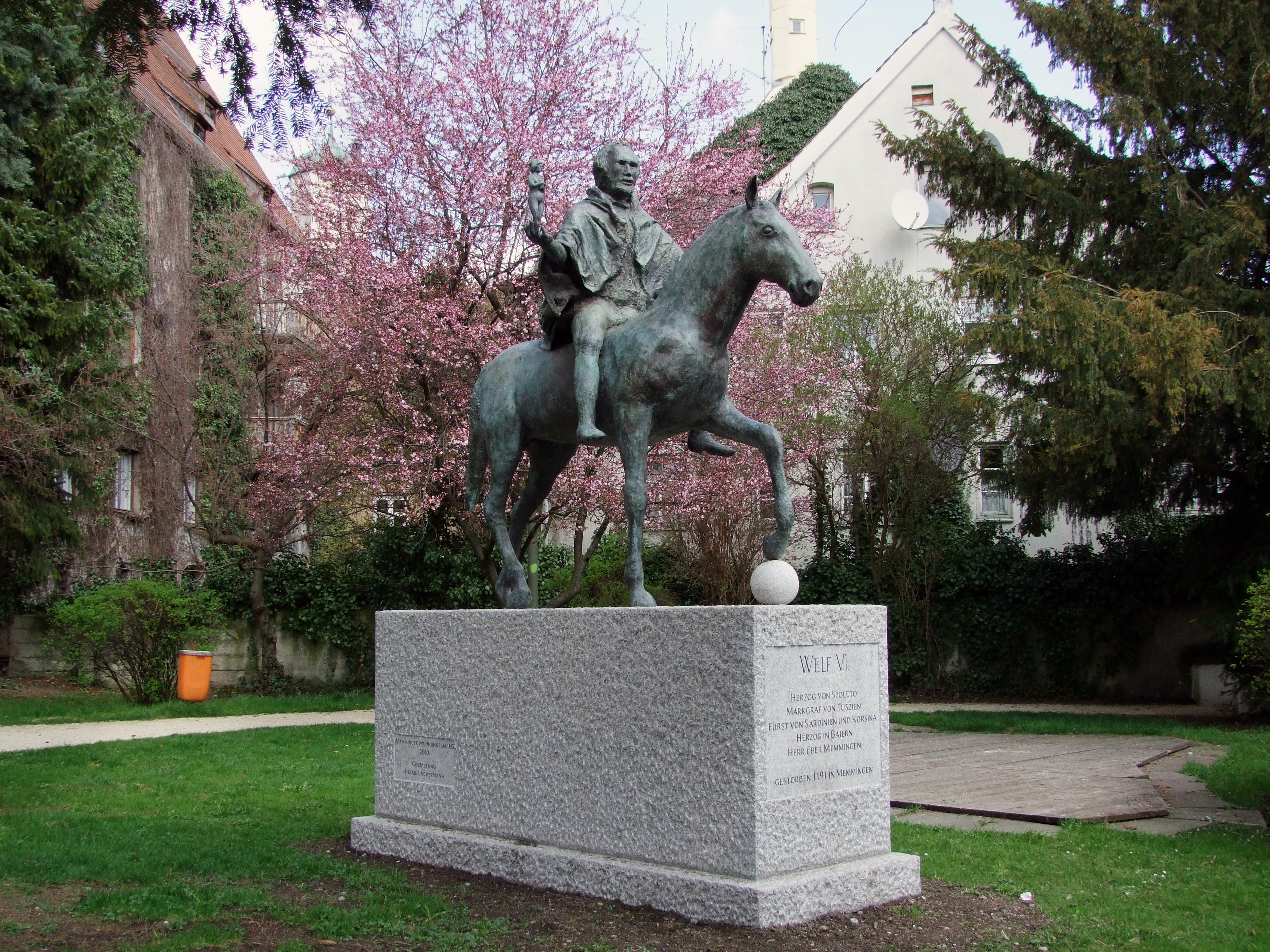
Standbeeld hertog Welf VI

- Welf VI, stichter van de stad, overleden te Memmingen in 1191

## Trivia
Memmingen heeft de bijnaam Maustadt. Mau is plaatselijk dialect voor maan. Volgens een oude anekdote zouden de bewoners van de stad, toen zij eens 's nachts de weerspiegeling van de volle maan in het water van een brandblusvat zagen, geprobeerd hebben, de maan met netten daaruit op te vissen, om permanent over het lichtschijnsel van de maan te kunnen beschikken. Op de Duitse Wikipedia (zie: Memminger Sagen) zijn nog andere sagen uit Memmingen te lezen.